# Raspad SFRJ
Raspad Socijalističke Federativne Republike Jugoslavije naziv je za skup povijesnih događaja koji su započeli tijekom 1980-ih i koji su doveli do prestanka pravnog postojanja SFR Jugoslavije kao države. Raspadom SFRJ nastalo je sedam novih država na području Jugoistočne Europe, a vrijeme njihovog nastanka obilježeno je ratnim sukobima i nasiljem, velikim materijalnim štetama, gubitcima u ljudskim životima i velikim valovima izbjeglica.
U pravnom smislu, postavilo se pitanje jesu li se dotadašnje federativne jedinice SFRJ od nje odcijepile, ili se SFRJ raspala - je li dakle pravilno govoriti o secesiji ili o disoluciji.Sjedinjene Američke Države su 21. svibnja 1992. godine bile objavile svoje službeno stajalište da SRJ nije univerzalni pravni sljednik SFRJ, nego je uslijed disolucije (raspada) ta država prestala postojati. Suočivši se s težnjom Savezne Republike Jugoslavije (tj., zajednice Srbije i Crne Gore) da sebe afirmira kao univerzalnu pravnu sljednicu SFRJ (i time, svoje ratovanje protiv Hrvatske i protiv Bosne i Hercegovine kao nastojanje da zadrži dijelove svojega teritorija, a ne kao nastojanje da osvoji područja susjednih država), Vijeće sigurnosti Ujedinjenih haroda je Rezolucijom 777 od 19. rujna 1992. zauzelo stajalište da "Savezna Republika Jugoslavija ne može automatski nastaviti članstvo bivše Socijalističke Federativne Republike Jugoslavije u Ujedinjenim narodima".

## Pozadina
Propaganda komunističke države je 1980-ih godina uspijevala stanovništvu Jugoslavije prikazivati sliku snažne, složne i uspješne Jugoslavije s velikim ugledom u međunarodnim odnosima, čak uspijevajući zatajiti činjenicu da je SFRJ odmah nakon smrti Josipa Broza Tita 1980. god. i službeno bankrotirala 1982. god., postavši nelikvidna u međunarodnim plaćanjima - okolnost koja će preostalih nekoliko godina života Jugoslavije obilježiti nestašicama električne energije, benzina, kave, higijenske vate, deterdženata i drugih potrepština.
SFRJ je, prema trijeznoj ocjeni, tada više na okupu držala međunarodna situacija, nego neke unutarnje silnice. S raspadom komunističkog bloka, i osobito SSSR-a kao supersile - iz kojega bez rata uspijevaju izaći čak i male zemlje poput Litve (u ožujku 1990.) i Kirgistana (u kolovozu 1991.) - održavanje na okupu mnogo slabije Jugoslavije izgledalo je kao puka tlapnja; sve ako i nije bilo stranih sila koje bi pokazivale interes da se Jugoslavija raspadne.
Već prije toga, smrt Edvarda Kardelja 1979. godine naznačila je odlazak one generacije komunista koja je Titovu Jugoslaviju i stvorila. Makar će se narednih godina pokušati provoditi razne političke i ekonomske mjere radi reforme sustava kojega je uspostavila ta generacija, pokazalo se da se reformama ne može spasiti ni socijalizam, ni Jugoslaviju: SFRJ je početkom 1980-ih zahvatila teška ekonomska kriza, s izrazito visokom inflacijom, devalvacijom dinara i zabranom uvoza mnogih proizvoda široke potrošnje. Prema anegdotalnim iskazima uglednih osoba koje su mogle voditi povjerljive razgovore s Josipom Brozom Titom, krajem 1970-ih je i on govorio o Jugoslaviji kao zemlji bez prave budućnosti.
Sve je to postupno vodilo do uzburkavanja socijalnih i etničkih problema: socijalistički sustav kakav je postojao u Jugoslaviji se pokazao nefleksibilnim - nije bilo dopušteno da se nezadovoljstva javno iskažu, a dopustiti nekakvu mirnu promjenu vlasti na slobodnim izborima Savez komunista Jugoslavije nije držao prihvaljivim (naime, pripadnici te ekstremnoljevičarske stranke, kakav je i inače slučaj s političkim ekstremistima, na političke protivnike gledali su kao na "neprijatelja", kao nakupinu zlikovaca s kojima se komunicira samo putem grube represije) - a sama Jugoslavija kao federalna država geopolitički neodrživom.
Nakon što izbijaju prosvjedi na Kosovu 1981. godine, u kojima tamošnji Albanci zahtijevaju status republike za Kosovo (koje je imalo status autonomne pokrajine u sastavu SR Srbije), federalne vlasti odgovaraju nasilnim gušenjem demonstracija. Pogibaju desetci demonstranata. Nakon kosovskih nemira situacija u SFRJ se nimalo ne smiruje: u državi u kojoj poredak uopće ne dopušta izražavanje nezadovoljstva, svako je nezadovoljstvo opasno. 1982. godine na 19. plenumu CK SK Srbije proglašava se teritorijalno jedinstvo SR Srbije dok savezna vlada uvodi dugoročni program ekonomske stabilizacije.

## Diplomatski raskol
Nedugo poslije, 1986. godine u javnost izlazi Memorandum SANU, a srbijanski se državni vrh radikalizira dolaskom Slobodana Miloševića na vlast 1987. godine. Nakon dolaska Miloševića na vlast nastaje čistka u srbijanskom političkom vrhu, a tijekom 1988./89 započeo je program mekog puča gdje se kroz "spontane" demonstracije ("događanja naroda") također i u Vojvodini, Crnoj Gori i na Kosovu. Demonstracije je insceniralo političko vodstvo SR Srbije radi smjenjivanja rukovodstava tih pokrajina i SR Crne Gore. Na mjesto smijenjenih rukovodstava postavljene su osobe lojalne Miloševiću. Uspješnom provedbom tih "događanja naroda" je Slobodan Milošević također zadobio kontrolu nad 4 od 8 glasova u predsjedništvu Jugoslavije, sastavljenom od predstavnika federalnih jedinica.
Osnažen tim svojim političkim uspjesima, na 14. izvanrednom kongresu Saveza komunista Jugoslavije u siječnju 1990. godine srbijanski politički vrh je htio nametnuti svoju volju i program centralističke SFRJ sa SR Srbijom kao dominantnom članicom. Na drugoj su strani vodstva Slovenije, Hrvatske i Bosne i Hercegovine htjele labavu federaciju ili konfederaciju, kako bi mogla uživati u većoj autonomiji; osim toga smatraju vodstva SR Slovenije i SR Hrvatske da mogu provesti uspješnu tranziciju u demokratski sustav. Umjesto dogovora i kompromisa došlo je do raskola unutar Centralnog komiteta SKJ, kada nije postignut dogovor oko sastava federalne vlade. Delegati iz Slovenije, Hrvatske, Bosne i Hercegovine i Makedonije napuštaju sjednicu, te se u tim federalnim jedinicama ubrzo raspisuju slobodni demokratski izbori. Hrvatska, Slovenija i Makedonija proglašavaju neovisnost tijekom ljeta 1991., a godinu poslije to će učiniti i Bosna i Hercegovina.
Tijekom tih događanja, srbijanski vrh poduzeo je korake radi preoblikovanja Jugoslavenske narodne armije u srpsku vojsku, koja će kasnije doista biti stavljena u funkciju stvaranja Velike Srbije, u nominalnom obliku centralizirane Jugoslavije, krnje Jugoslavije ili proširene Srbije.

## Osamostaljenja, ratovi i savezna republika
Srpski politički i vojni vrh (JNA) nastojao je savezne države silom zadržati u sastavu Jugoslavije te nastoji Jugoslavensku narodnu armiju pretvoriti u vojsku posve odanu srbijanskim interesima: ubrzo nakon što su Slovenija i Hrvatska proglasile neovisnosti počeo je Desetodnevni rat u Sloveniji, a zatim rat u Hrvatskoj (1991. – 1995.). Uslijedio je potom i rat u Bosni i Hercegovini (1992. – 1995.), u kojima su se Hrvati i Bošnjaci borili za neovisnost te zemlje, ali je unutar tog rata nastao i oružani Bošnjačko-hrvatski sukob. Ipak, i Slovenija i Hrvatska i Bosna su stekle neovisnost i priznanje od međunarodne zajednice.
Vojni vrh JNA djelovao je u tim sukobima bez suglasnosti vrhovnog zapovjednika, predsjednika predsjedništva SFRJ Stjepana Mesića. Najkasnije 3. listopada 1991., nakon odlaska četvero od osam predstavnika predsjedništva SFRJ - Janeza Drnovšeka (Slovenija), Stjepana Mesića (Hrvatska), Vasila Tupurkovskog (Makedonija) i Bogića Bogićevića (Bosna i Hercegovina) - krnje predsjedništvo, tzv. "srpski blok" - Borisav Jović (Srbija), Branko Kostić (Crna Gora), Jugoslav Kostić (Vojvodina) i Sejdo Bajramović (Kosovo) pod de facto kontrolom predsjednika Srbije Slobodana Miloševića, preuzelo je potpunu vojnu i financijsku kontrolu nad donadavnim federalnim vojnim snagama Jugoslavije.
Proglašenje neovisnosti Makedonije 8. rujna 1991. godine došlo je - pokazalo se - u dobro vrijeme, te su vlasti u Beogradu dopustile mirni odlazak te federalne jedinice iz zajedničke države. Povodom napetosti između etničkih Albanaca i Makedonaca, nastat će tek nakon desetak godina oružani sukob u Makedoniji 2001.
27. travnja 1992. godine nastaje Savezna Republika Jugoslavija, kao zajednica Srbije i Crne Gore. Makar je ta država pretendirala na svojem međunarodnopravnom identitetu sa SFRJ, međunarodna zajednica to nije priznala - tretirana je međunarodno SR Jugoslavija tek kao jedna od država nastalih raspadom SFR Jugoslavije.
Crna Gora će ostati u zajednici sa Srbijom do 2006. godine.
Već će ranije, nakon rata na Kosovu 1996. – 1999. prestati efektivna vlast Srbije na Kosovu, ali će ta država dogovor s međunarodnim faktorima koji će podržati njenu neovisnost čekati do 2008. godine.

## Gospodarska kriza
Nakon što je u razdoblju od od 1971. do 1973. bio smijenjen dio nedovoljno poslušnih rukovodećih elita u republikama,  moć i vlast saveznoga državno-političkog vrha je ipak počela sve više slabiti, čemu je najviše pridonijela duboka Titova starost i Kardeljeva bolest. Radi realizacije ambicije novog naraštaja političkih i gospodarstkih rukovodilaca, sredinom 1970-ih krenuo je najveći investicijski val u povijesti Jugoslavije, u velikoj mjeri financiran uzimanjem kredita u inozemstvu. Vlastodršci su se hvalili da je "Jugoslavija najveće gradilište u Europi", a na nekoliko godina je bitno porastao i standard života širokih slojeva stanovništva, koji se približavao onome na Zapadu. Jugoslavija je, u stvarnosti, tako postala "Potemkinova" zemlja, koja je živjela znatno iznad svojih mogućnosti: goleme investicije u koje se krenule velikim dijelom su bile neisplative, i nisu osiguravale otplatu stranih kredita.
Potkraj sedamdesetih godina dvadesetog stoljeća nastupili su golemi poremećaji u ekonomskom životu zemlje. Trgovinski deficit u razmjeni s inozemstvom 1979. dostigao 7225 milijuna dolara, platni deficit 3661 milijun dolara, a 1980. dugovi Jugoslavije popeli su se na oko 20 milijardi dolara (oko 71 milijardu dolara, prema vrijednosti novca 2022.). Zbog loše bilance u trgovanju sa svijetom, Jugoslavija nije bila u stanju otplaćivati državni dug, te je 1982. godine postala nelikvidna - tj. bankrotirala je; visina duga inače i nije bila precizno iskazana, te se nagađalo (i do danas se još uvijek samo nagađa) da je znatno veći od brojki koje su iznošene za javnost.
Očiti problemi neefikasnog jugoslavenskog gospodarstva bili su uvećani uslijed snažnog porasta cijena nafte na svjetskim tržištima 1979. – 1980. god., te izrazito rasta kamatnih stopa na dugove u američkim dolarima. Valja opaziti da su na početku velikoga zaduženja Jugoslavije cijena kapitala na međunarodnom tržištu bila relativno povoljne. Na svjetskomu tržištu novca kamatna se stopa kretala: 1975. – 5,8%, 1976. – 5,1%, 1977. – 5,5%. Dotad su dugovi Jugoslavije narasli na devet i pol milijardi dolara.  Potkraj 1978. zbio se radikalni preokret: Vlada SAD-a promijenila je monetarnu politiku te su kamate u 1978. skočile na 8,8 %, u 1979. na 12,1 %, u 1980. na 14,2%, a u 1981. na 16,8%. Jugoslavenski su dugovi u takvom kontekstu rasli: 1977. – 9,540 milijardi dolara, 1978. – 11,833 milijardi, 1979. – 14,952 milijardi, 1980. – 18,395 milijardi, 1981. – 20,804 milijardi dolara. U godinama vrtoglavoga skoka kamata dug se povećavao za više nego dvostruko. Trgovinski deficit ubrzano je rastao: 1977. iznosio je 4.376 milijuna dolara, 1978. 4.315 milijuna, 1979. 7.225 milijuna. Istodobno je pokrivenost uvoza izvozom padale: s 66,2% u 1976. na 54,6% u 1977. i na 48,5% u 1979. godini.
Potkraj 1979., uoči izbijanja krize, savezna vlada je odlučila devalvirati dinar za oko 30% kako bi stimulirala izvoz, a poskupila uvoz kao odgovor na katastrofalni trgovinski deficit i goleme otplate dugova. Tito uoči smrtne bolesti nije odobrio devalvaciju jer nije podnosio da pada međunarodni ugled zemlje, rekavši delegaciji savezne vlade i: "... lako je vama devalvirati. To se može i s pola mozga, a gdje vam je bila pamet da ste dopustili da do toga uopće dođe." Mjesec dana nakon Titove smrti, savezna vlada je devalvirala dinar za 30%, a zatim će se devalvacije redati jedna za drugom sve do raspada Jugoslavije. U duhu poratne socijalističke tradicije reakcija na krizu bila je panična: u većini općina u državi uvedeni su bonovi za kavu, ulje, šećer, deterdžente itd., zabranjena daljnja gradnja vikendica, počela je kampanja protiv privatnoga vlasništva. Uveden je režim stalnih cijena gotovo svoj robi.
Istodobno je inflacija 1981. skočila na oko 45% godišnje. S tržišta su nestala mnoge uvozne robe, zemlja nije bila u stanju plaćati uvoz nafte, opreme i sirovina, nastali su prekidi u procesu proizvodnje, počela se uvoditi racionirana opskrba deficitarnim proizvodima, nastupila je gospodarska kriza, koja će trajati do raspada Jugoslavije.
Glavna prepreka uspješnim reformama bio je strah od kapitalizma, jer "sitna robna proizvodnja rađa kapitalizam svakoga dana i svakoga sata, i to u masovnim razmjerima", kako je govorio Lenjin. Primjećivao se i latentni otpor "društvenoga sektora", koji je očekivao da ga država zaštiti od potencijalne konkurencije privatnog sektora, kojem i nije bilo omogućeno da zapošljava više od 5 radnika po obrtu, niti mu je bilo dopušteno da se bavi nekim složenijim oblicima poslovanja: sve do kraja 1980-ih godina nije bilo dopušteno imati čak niti dućan ili mjenjačnicu, a da se dopusti otvaranje privatne banke, nije se čak niti pomišljalo.
Socijalističko gospodarstvo više nije bilo u stanju osigurati financiranje sustava, što se iskazivalo u golemoj inflaciji. Inflacija u Jugoslaviji rasla je ovim tempom: 1980. – 30%, 1981. – 46%, 1984. – 53%. Umjesto planiranoga smanjenja inflacije na 10% u 1985. godini, ona je već početkom te godine oko 70 %, dok su sve europske zemlje (osim Islanda) smanjile inflaciju ispod 10%. Realni prihodi stanovništva su pali 1979. – 1984. 34%, a mirovine čak 40%. Udio investicija u društvenom proizvodu se smanjivao s 34% društvenog proizvoda u 1980. na 29,6% u 1981., 27,2% u 1982.,  23,2% u 1983. na 19,5% u 1984. i početkom 1985.
Djelomični su rezultati ipak postignuti: od blizu 4 milijarde dolara deficita u razmjeni s inozemstvom, u 1984. je ostvaren suficit od 800 milijuna dolara (uglavnom se to postiglo restrikcijom uvoza) i stopa rasta proizvodnje od 5,5%. Politička se vlast nije usudila posegnuti za još drastičnijim mjerama protiv inflacije, a pitanje je bi li one i uspjele ili bi možda čak dovele i do kolapsa reprodukcije. Karakteristično je da je Skupština SFRJ 1984. odbila zakonski prijedlog kojim se htjelo drastično suzbiti pokrivanje gubitaka iz društvenih fondova radnim organizacijama. Politička vlast je vjerojatno osjetila da za takvu mjeru nema u narodu dovoljno autoriteta i legitimiteta.
Gospodarstveni pokazatelji pokazivali su katastrofalno stanje države, čije je gospodarsko kolabiranje počelo još od 1960-ih. Nepravde na nacionalnoj osnovi samo su pogoršavale stanje.
Godine su prolazile, a politička vlast, koja je upravljala gospodarstvom, nije znala naći radikalan i brži izlaz iz te situacije. Tijekom krize nije provedena gotovo nijedna smjena rukovodstava, od poduzeća i općine do republike i federacije, da bi se otvorio put mladim, ambicioznijim i sposobnijim ljudima. Za takvu vrstu promjena politički i gospodarski sustav nisu imali ugrađene mehanizme. Gotovo nitko nije snosio rizik, ali je zato rizik pao na cijelo društvo, što je dovelo do radničke plaće od 50 do 200 dolara.

## Oživljavanje velikosrpskog pokreta

### Pat pozicija Srbije
Inicijativa Srbije za reviziju Ustava nije mogla uspjeti, jer su rukovodstva ostalih republika i pokrajina odmah "pročitala" prave namjere Srbije da dodatno ojača svoj položaj u federaciji i već postojeću hegemoniju Beograda koji je kao glavni grad SFRJ ostvarivao koristi koje osloncem na gospodarsku snagu Srbije nikako ne bi mogao ostvariti. U proljeće 1985. Komisija za politički sustav završila je rad. Predstavnici republika i pokrajina u komisiji složili su se da se politički sustav ne mijenja nego da se dalje razvija na temeljima Ustava iz 1974., uz manje promjene koje bi ga učinile efikasnijim i racionalnijim.
Poraz prvoga pokušaja revizije Ustava ostavio je u Srbiji težak dojam i izazvao frustrirajuću reakciju, te agresivnost i odlučnost da se nastavi borba. Jedna frakcija, koju je predvodio predsjednik Srbije Ivan Stambolić, bila je na putu da prihvati status quo, a druga, posebno inteligencija, bila je za nastavak borbe bez obzira na žrtve. Na toj frustraciji i agresivnosti ubrzan je proces jačanja velikosrpskoga pokreta pod parolom "Srbi na okup". Na čelo toga pokreta stat će 1987. Slobodan Milošević.

### Srpska pravoslavna crkva
Pobuna Albanaca na Kosovu 1981. preko noći je pokrenula lavinu srpskog nacionalizma, koji je Titov komunistički režim desetljećima držao pod kontrolom. Tim povodom u javni politički život ulazi i Srpska pravoslavna crkva (SPC). Vladike SPC-a, Atanasije Jeftić, Amfilohije Radović i Irinej Bulović, pišu apele domaćim i međunarodnim činiteljima, sve do Kongres Sjedinjenih Američkih Država|Kongresa SAD-a, da se zaštiti srpski narod na Kosovu. Episkop Jeftić piše: "... Danas jedan, sutra sedam, prekosutra svi do jednog - takva je obijesna parola i poruka albanskih iredentista Srbima na Kosovu..."
Sredinom osamdesetih SPC je naglo, na način malo poznat u drugih naroda, obnovila sintagmu "nebeska Srbija", što se uklapalo i slijevalo s ostalim parolama, usklicima i ratobornim uzvicima u masovnim medijima, na mitinzima i vjerskim obredima, sve usmjereno na stvaranje Velike Srbije. Nebeska Srbija je nastala u i iz kosovskoga mita, čiji je ona sastavni dio. Obnova toga termina i njezina mobilizacijska uloga ugrađene su u scenarij proslave 600 godina Kosovske bitke 1989., a sama je proslava bila u znaku priprema za ratni obračun s "neprijateljima srpskog naroda". Vladika Atanasije tim povodom u "Glasu Crkve" feljtonski obnavlja misli svoga uzora vladike Nikolaja o Kosovu i knezu Lazaru, čije je opredjeljenje: "Carstvu nebeskom izvršeno u ime cijeloga srpskog naroda (poput Mojsijeva u ime Židova) i ono je bilo najjači izraz naše povijesti i njezina regulativna ideja... Kosovo je pokazalo da se naša povijest odigrala na najvišem planu, na tragičnoj i uzvišenoj granici nebeskog i zemaljskog, Božjeg i ljudskog".
O Srbima kao nebeskom narodu teolog Božidar Mijač piše: "Na Kosovu je srpski narod glasovao dušom za Carstvo vječnosti, i to je bilo i ostalo jedino njegovo pravo opredjeljenje. Od onda svi Srbi, vjerni tom zavjetu, ostaju narod Božji, Kristov novozavjetni narod, nebeska Srbija, sastavni dio novog Izabranog naroda Božjega... U svjetlosti opredjeljenja za Nebesko carstvo treba promatrati sva tragična zbivanja u narodnoj povijesti, pa i naročito sadašnja." Uz poslanice i pisma, koja su putovala s Lazarevim moćima, bilo je i ono upućeno neprijateljima "okrvavljene i napaćene Srbije" u kojemu se poručivalo "... trudit ćemo se da im zatremo pleme i koljeno, da ih historija ne bude spominjala".
Prema velikosrpskoj ideologiji, koja se uglavnom oslanja na ovakvu misao, tri su kriterija za utvrđivanje granica njihove nacionalne države. Prvi, etnički čisti teritorij, kao što je na primjer, Šumadija, ili srpska etnička većina na određenom teritoriju, što, kao načelo, priznaje međunarodna zajednica i čitav svijet. Drugi kriterij odnosi se na prisutnost tzv. nacionalnog duha na određenom teritoriju, kao što je slučaj s Kosovom. U tom smislu teolog Božidar Mijač ovako tumači srpsko pravo na Kosovo: "Kosovo nije samo fizičko obitavalište, već i metafizička tvorevina. Ovu srpsku domovinu sačinjavaju nebo i zemlja. Svijest duha u fenomenu vremena i prostora. To je najveći dokaz da za pripadnost jednom tlu nije presudan samo brojčani, masovni, sastav stanovništva, nego možda i mnogo više, ona duhovna tvorevina, koju je sazdao i u njoj na jedan viši egzistencijalni način postoji. Idiogeneza je u ovom slučaju pretežnija od etnogeneze." Konačno, treći kriterij glasi: srpska zemlja seže do granica označenih srpskim grobovima, što je izraz teze o jedinstvu zemaljske i nebeske Srbije.
Po navedenim citatima, u glavama nekih teologa SPC-a i intelektualne elite nema mjesta racionalnoj analizi odnosa snaga u eventualnom budućem ratu, o odnosu cilja i sredstava, želja i moći, o mogućim saveznicima i saveznicima budućeg neprijatelja, kako bi se hladnom analizom došlo do zaključka može li se rat započeti i pobjedonosno završiti ili će, pak, rat odvesti u poraz i tragediju. Uostalom, ovakva analiza i ne priliči crkvenoj instituciji, već je ona, po pravilu, djelo političkih snaga određenoga naroda.

### Memorandum SANU
"Racionalniji" dio usmjeravanja srpskog nacionalizma obavili su vodeći srbijanski znanstvenici. 24. rujna 1986., objavljen je velikosrpski nacionalni program pod imenom Memorandum Srpske akademije nauka i umetnosti (SANU). On je preko noći postao izvor i nadahnuće, novo ulje na vatru već pokrenutoga svesrpskog pokreta.
Memorandum SANU je politička optužnica protiv titoističkoga komunističkog režima s tezom da je komunistički pokret Jugoslavije od samog početka bio antisrpski i antijugoslavenski, te da je ostvarivši hrvatsko-slovensku dominaciju, kako u NOB-u 1941. - 1945., tako i u čitavom poslijeratnom razdoblju, po političkoj volji Tita i Kardelja razbio jedinstveni srpski nacionalni korpus po republikama, onemogućivši stvaranje srpske države u jugoslavenskoj federaciji, a nad Srbijom uspostavio političku i gospodarsku dominaciju razvijenih zapadnih republika, blokirao normalan razvoj srpskoga društva, jednom riječju, stavio Srbiju i cijeli srpski narod u podređeni položaj u SFRJ.UN-ov izvještaj IV, paragraf 59
Akademici, autori Memoranduma, osporavaju legitimitet akta konstitucije jugoslavenske federacije u Jajcu, 29. studenoga 1943. navodeći da tamo srpski narod nije bio zastupljen, već da su na zasjedanje dovedeni pojedinci iz srpskih partizanskih jedinica. Oni pišu:
»Za Drugo zasjedanje AVNOJ-a vijećnici su birani iz srpskih vojnih jedinica i članova Vrhovnog štaba, koji su se zatekli na teritoriju Bosne i Hercegovine, za razliku od vijećnika nekih drugih republika koji su došli na zasjedanje sa svojeg teritorija i koji su iza sebe imali nacionalne političke organizacije s izgrađenim stavovima i programima. Ove historijske činjenice ukazuju na to da tijekom rata Srbija nije bila formalno, a pogotovo ne suštinski u ravnopravnom položaju kad su donesene odluke od dalekosežnog značaja za buduće državno uređenje.«
Začeta između dva svjetska rata, a izražena i u Jajcu 1943., antisrpska politika po ocjeni Memoranduma još se jače provodila u poslijeratnom razdoblju, posebno od sredine šezdesetih godina, tj. nakon pada Aleksandra Rankovića. O tome se u Memorandumu kaže:
»Slovenci i Hrvati su prije rata stvorili svoje nacionalne komunističke partije, a zadobili su i odlučujući utjecaj na CK KPJ. Njihovi politički lideri postali su arbitri u svim političkim pitanjima tijekom i poslije rata. Ove dvije susjedne republike dijelile su sličnu historijsku sudbinu, imale su istu religiju i težnju za što većom samostalnošću, a kao najrazvijenije i zajedničke ekonomske interese, što su bili dovoljni razlozi za trajnu koaliciju u nastojanju da ostvare političku dominaciju. Tu koaliciju je učvrstila dugogodišnja suradnja Tita i Kardelja, dvije najistaknutije političke ličnosti poslijeratne Jugoslavije, koje su uživale neprikosnoven autoritet u centrima moći.«
Najveći, a istodobno najbolniji razarajući udarac razbijanju Srbije i Jugoslavije nanio je Ustav iz 1974. onim odredbama, kojima je zapravo konstituirao konfederaciju. Autori Memoranduma tvrde kako se praksa stavljanja veta i paritetne zastupljenosti proširila i na privredu, kulturu, pa čak i sportske organizacije. Zaista, istina je da su se i u saveznim sportskim forumima odluke donosile konsenzusom delegata sportskih foruma iz republika i pokrajina. Autori Memoranduma tvrde da su svi drugi narodi, osim srpskog, u Jugoslaviji ostvarili svoje države:
»Sve nacije nisu ravnopravne: srpska nacija, npr., nije dobila pravo na vlastitu državu. Dijelovi srpskog naroda, koji u znatnom broju žive u drugim republikama, nemaju prava, za razliku od nacionalnih manjina, služiti se svojim jezikom i pismom, politički i kulturno se organizirati, zajednički razvijati jedinstvenu kulturu svoga naroda.«
Titoistički režim je optužen da je Srbe na Kosovu i u Hrvatskoj doveo pred dilemu, ili se iseliti u Srbiju, ili se asimilirati. Polazeći od takve teze, autori su tražili hitnu intervenciju za zaštitu Srba na Kosovu i u Hrvatskoj. O tome se kaže:
»Ostatak ostataka srpskog naroda ne samo što stalno i nesmanjenim tempom napušta svoju zemlju, nego se... gonjen zulumom i fizičkim, moralnim i psihološkim terorom priprema za svoj konačni egzodus. Za manje od desetak sljedećih godina, ako se stvari bitno ne primijene, Srba na Kosovu više neće biti.
...Srbi u Hrvatskoj nikada u prošlosti nisu bili ugroženi koliko su danas. Rješenje njihovog nacionalnog položaja nameće se kao prvorazredno političko pitanje. Ukoliko se rješenja ne pronađu, posljedice mogu biti štetne ne samo po odnose u Hrvatskoj, već i po čitavu Jugoslaviju.«
U kontekstu navedenih teza i stajališta srpski su akademici predvidjeli da je moguć i "raspad jugoslavenske državne zajednice", a u završnim rečenicama kažu:
»Jugoslaviji prijeti opasnost od daljnjeg rastočavanja. Srpski narod ne može spokojno očekivati budućnost u takvoj neizvjesnosti. Zbog toga se mora otvoriti mogućnost svim nacijama u Jugoslaviji da se izjasne o svojim težnjama i namjerama. Srbija bi se u tom slučaju mogla i sama opredijeliti i definirati svoj nacionalni interes. Takav razgovor i dogovor morao bi prethoditi preispitivanju Ustava...«
Memorandum je čuvenu međuratnu tezu KPJ da je Jugoslavija tamnica nesrpskih naroda izvrnuo u tezu da je SFRJ postala nova tamnica, ali samo za srpski narod. To implicira upotrebu nasilja za uspostavu velikodržavnog centralizma s hegemonijom Srbije, ili razbijanje Jugoslavije i građenje velike Srbije na njezinim ruševinama. Poticani od SPC-a, SANU-a, i drugih centara, Srbi s Kosova nisu se mirili s odlukom SKJ, koji je 1985. zaštitio autonomije obiju pokrajina. Srbi na Kosovu su se organizirali i sve više pritiskali srpsko i jugoslavensko rukovodstvo za uspostavljanje represivnog režima nad Albancima. Prvu jaku potporu dobili su od beogradskih intelektualaca. Udruženje književnika Srbije je 15. siječnja 1986. u svom listu Književne novine objavilo peticiju 2.000 Srba, građana Kosova Polja, kojom se traži radikalna borba protiv "albanskog nacionalizma i separatizma". Uskoro zatim, 26. veljače 1986., u Beograd je došla delegacija Srba s Kosova s istim zahtjevima. Otad će dolazak brojno jakih delegacija postati praksa, sve do slamanja autonomije 1989. Novi poticaj sukobu dao je Memorandum SANU-a od 24. rujna 1986.

### Dolazak Miloševića na vlast
Pravi prijelom je međutim nastupio u proljeće 1987. kada je Slobodan Milošević odbacio Stambolićevu taktiku pregovaranja s republikama radi promjena Ustava 1974.
Do dolaska Miloševića za šefa Partije, organi vlasti suzbijali su masovne mitinge na Kosovu. Bilo je policijskih intervencija pa i batinanja demonstranata. Protivno sugestiji da se ne podgrijava atmosfera, Slobodan Milošević je 4. travnja 1987. došao na miting u Kosovo polje, koji je trajao punih 13 sati i snažno ohrabrio demonstrante izrekavši čuvenu rečenicu: "Nitko ne sme da vas bije...", "... na ovom tlu (Kosovu) tiranije više neće biti ...", obećavši da će albanski separatizam biti brzo likvidiran. I dalje: "Cela Jugoslavija je s vama", "Jugoslavija ne postoji bez Kosova". U punom zanosu uzavreloj masi Srba i Crnogoraca na Kosovu, Milošević je izrekao poruku, kao zakletvu, ovim riječima: "...Vi treba da ostanete ovde. Ovo je vaša zemlja, ovdje su vaše kuće, vaše njive i vrtovi, vaše uspomene... Nije nikada bilo svojstveno duhu srpskog i crnogorskog naroda da ustukne pred preprekama... Treba da ostanete ovdje i zbog vaših predaka i zbog potomaka. Pretke biste obrukali, potomke razočarali". Na taj miting na Kosovu, Slobodan Milošević je došao kao vođa srpskih komunista, a s mitinga se vratio kao vođa srpskoga naroda.  Polovicom 1987. na televiziji se počela vrtjeti reklama: taman ekran, a duboki muški glas govori: "Vožd je stigao!"
Uskoro nakon Miloševićeva govora na Kosovu, Udruženje književnika Srbije započelo je svoju veliku političku kampanju. Od 15. do 23. svibnja 1987. održavane su prosvjedne večeri pod nazivom "O Kosovu - za Kosovo". Na tom ciklusu književnih večeri bilo je preko stotinu izlaganja. Ton i pravac raspravama davala su istupanja Dobrice Ćosića. Po njemu, Kosovo je "životno pitanje srpskog naroda" s jedne i "sudbinsko pitanje Jugoslavije" s druge strane. Kosovska kriza je razotkrila "slom jugoslavenske ideologije i njezinog poretka", zbog čega Jugoslavija s takvim poretkom ne može dalje opstati jer je njezin Ustav iz 1974. dopustio da "manjinsko stanovništvo terorizira većinski (srpski) narod i progonima osvaja njegov teritorij". "Zato", kaže Ćosić, "rješavanje kosovskog pitanja je nova historijska provjera razloga i smisla postojanja Jugoslavije".
Srpski su vodeći intelektualci, književnici i akademici, nakon obrade kosovske krize krenuli u razradu jugoslavenske krize, s osnovnom tezom: Jugoslaviju treba razoriti i na njezinim ruševinama stvoriti Veliku Srbiju.
Predsjednik Srbije Ivan Stambolić popuštao je eskalaciji srpskog nacionalizma da bi ojačao svoju poziciju u pregovorima s ostalim članicama federacije glede revizije Ustava iz 1974., a i da bi i sam dobio na popularnosti u narodu. Istodobno je vjerovao da će ga njegov dugogodišnji prijatelj Slobodan Milošević i dalje vjerno slijediti pa je na njegov prijedlog Milošević 1986. izabran za šefa srpske partije.
Nakon što je u lipnju 1987. god. u govora na sjednici CK SKJ iznio kako "za promjene na Kosovu vrijeme ističe ... ili ćemo (mjere) poduzeti odmah i energično ili ćemo stvari definitivno ispustiti iz ruku...", Slobodan Milošević na 6. sjednici CK SK Srbije, u srpnju 1987., zaoštrava svoj smjer ovim riječima: "Tko nije u stanju prihvatiti te zadatke da sudjeluje u takvoj politici, neka se prihvati drugog posla." Osudio je nosioce politike "hladne glave" u srpskom rukovodstvu rekavši: "Ta politika se pokazala na djelu kao potpuno pogrešna. Hladna glava ... nije zaustavila nego potakla silovanje, poniženje, iseljavanje. Kontrarevolucija ne čeka dok se mi dogovaramo i preglasavamo".
Najavljen je obračun s nosiocima politike "hladne glave" u srpskom vodstvu proveden na dvodnevnoj 8. sjednici CK SKS 22. i 23. rujna 1987. Pali su, osim ostalih, Ivan Stambolić, predsjednik Predsjedništva Srbije i Dragiša Pavlović, čelnik beogradskih komunista. Slijedilo je čišćenje onih, koji se nisu dali uključiti u "velika obećanja" i još "veću brzinu". Mitinzi za rušenje pojedinaca i rukovodstava započeli 1986. i 1987. na Kosovu počeli su se prenositi na ostale krajeve. Počela je tzv. antibirokratska revolucija. Za nekoliko mjeseci smijenjeno je oko 5.000 rukovodilaca i zaveden je režim čvrste ruke.
U jesen 1987. završena je totalna nacionalna homogenizacija srpskoga naroda u cijeloj Jugoslaviji, na osnovama koje je postavio SPC i SANU. Milošević je odlučio i dalje hiniti da slijedi Stambolićevu politiku pregovaranja s ostalim republikama radi revizije Ustava, ali istodobno krenuti silom na osvajanje ostale Jugoslavije.

## Odnos ostalih republika prema velikosrpskom pokretu

### Socijalistička Republika Slovenija
Istodobno kada je Srbija krenula sa svojim agresivnim nacionalnim programom, i Slovenija je oblikovala svoj nacionalni program, ali s potpuno suprotnim smjerom: Geopolitički najbliži zapadnim zemljama,  Slovenci su i umom i srcem težili izlasku iz Jugoslavije i uključenju u Europsku zajednicu. .
U Sloveniji je sredinom osamdesetih nastao pokret za smjenu komunističkoga režima i za stvaranje slobodnoga civilnog društva. Kod Slovenaca je prevladalo zalagalnje za (kao minimum) konfederaciju ili izlazak iz Jugoslavije, te je prihvaćen pluralizam kako u političkom životu (višestranačje) tako i u gospodarstvu (privatno vlasništvo). Komunističko vodstvo Slovenije zapravo je podržavalo takve ideje svoje inteligencije, te je i samo forsiralo sveopću demokratizaciju tadašnjega režima. Rađalo se novo "slovensko proljeće". Civilni pokret u Sloveniji sredinom osamdesetih bio je jedini u tzv. komunističkom svijetu. To je navelo američki tjednik Newsweek da 1987. Socijalističku Republiku Sloveniju "proglasi" jedinim "otokom slobode" u Istočnoj Europi.
Slovenci su prvi shvatili opasnost od saveza Srbije i JNA, te se među njima snažno razvilo antiarmijsko raspoloženje. Građani su tražili služenje vojnoga roka u svojoj republici, optuživali JNA da izvozi naoružanje, da se stavlja na stranu konzervativnih političkih snaga itd.  U pravom "hladnom ratu" Između JNA i Slovenije, na stranu JNA stala je Srbija i poneki političari iz Hrvatske kao, npr., Stipe Šuvar, koji je 8. i 10. ožujka 1988. na sjednici Predsjedništva SKJ oštro osudio Slovence za antiarmijsku kampanju. Obrani JNA priključile su se sve tri nerazvijene republike: Bosna i Hercegovina, Crna Gora i Makedonija. Šef slovenske partije Milan Kučan odbio je zahtjeve SKJ za osudu SK Slovenije, rekavši da će za uzvrat održati protestnu sjednicu Centralnog komiteta i na "optuženičku klupu" staviti politiku Srbije.
U povodu slovenske kritike JNA kao i napetosti na Kosovu, vojni vrh je riječima ministra obrane Branka Mamule upozorio: "Krajnji ciljevi i domašaji napada na armiju i naš obrambeni sustav jesu uklanjanje vrlo snažnih, homogenih i stabilnih općejugoslavenskih prepreka, koje stoje na putu antikomunističkim i antijugoslavenskim snagama da razaraju zemlju, sahranjuju tekovine revolucije i otvaraju putove tzv. trećoj Jugoslaviji". Ministar upozorava da u jedinicama TO ima 2 milijuna ljudi i da ta komponenta oružanih snaga dolazi u pitanje ako se nastavi jugoslavenska kriza.
Vojni organi su početkom lipnja 1988. uhitili skupinu Slovenaca na čelu s Janezom Janšom zbog "odavanja vojne tajne". Vojno suđenje i osuda te trojice na kazne zavora izazvali su u Sloveniji velike prosvjede tijekom 1988. i 1989. Slovenska je javnost bila uvjerena da se radilo o političkom suđenju, kojim je trebalo zaustaviti demokratske reforme u toj republici i u cijeloj Jugoslaviji. Slovensko partijsko rukovodstvo dopuštalo je da se u medijima u Sloveniji prvi put jave disidenti, opozicionari i smijenjeni političari iz drugih republika. U slovenskim listovima prvi su se put pojavili i lideri Hrvatskog proljeća Mika Tripalo, Ivan Zvonimir Čičak i drugi.
Od početka kosovske krize, Slovenija je stala na stranu Albanaca. U povodu štrajka rudara početkom 1989., Slovenci su držali mitinge solidarnosti s Albancima, što je Srbija vrlo teško doživjela, pitajući Slovence je li to zahvalnost za prihvat prognanih Slovenaca, koji su iz svoje okupirane zemlje 1941. našli utočište u Srbiji.

### Socijalistička Republika Hrvatska
Hrvatsko državno-partijsko rukovodstvo nije bilo složno, niti na razini povijesne situacije.
Hrvatska politika je desetljećima bila u rukama Tita i Bakarića. Od njihove smrti do 1986. glavni rivali za čelnu poziciju bili su Mika Špiljak i Stipe Šuvar. Sljedeći Tita i Bakarića, Hrvatska je od 1972. bila njihov oslonac za federalizam i tzv. koncepciju udruženog rada. Četiri godine godišnjih rotacija na čelnim pozicijama nisu pogodovale za stvaranje lidera. Smjenom 1986. iz političkog su života otišli gotovo svi ratni kadrovi Mika Špiljak, Milka Planinc, Josip Blažević, Josip Vrhovec, Jure Bilić, Milutin Baltić, i dr. a došli mladi i novi koji nisu imali ni znanja ni iskustva, pa cak ni informacija iz Titova razdoblja zakulisnih političkih borbi, posebno s tajnih sjednica državno-partijskoga vrha Jugoslavije.
Upravo tada, od 1986., nastaje završna faza raspadanja Jugoslavije. Svi su se, barem na riječima, uključili u borbu za obranu Ustava iz 1974, a podijelili se na pitanju društvene reforme. Stipe Šuvar je branio Titovo naslijeđe, koncepciju udruženoga rada, a Ante Marković je postao najglasniji zagovornik tržišne privrede pa i elemenata građanskoga društva. Njihov je sukob bio beskompromisan. Za razliku od mnogih drugih, obojica su bili veoma aktivni borci za svoje političke ideje.
Najvažnije obilježje u političkom životu nije bila samo tzv. "politička šutnja" većine u rukovodstvu već i malo vidljive, ali zato značajnije, promjene u svijesti svih slojeva društva. Iz dana u dan u masama se širio strah od velikosrpske najezde, ali i spremnost da se stane uz one političare, koji će joj se suprotstaviti. S druge strane, prvi put od 1945. vladajuće strukture su se "povlačile" s pozicija "čvrste ruke" i počela tolerirati spontanost u društvenom životu. Pod pritiskom žestine društvene krize, ideolozi - branitelji koncepcije udruženoga rada, pogrdno nazivani pristašama tzv. dogovorne ekonomije, povlačili su se s javne društvene scene, a prevladavali su pristaše tržišne privrede. Nije bilo ideja o novim putovima razvitka samoupravljanja kao što je bio slučaj 1951. – 1952., 1961. – 1963., 1964. – 1965. i 1971.
Prema zakonskim odredbama, još od pedesetih godina pravo izbora direktora tvornica, škola, bolnica, dekana, rektora itd. bilo je u rukama kolektiva i njihovih savjeta, ali u praksi su im ljude nametali partijski komiteti. Kada je sredinom osamdesetih partijska moć oslabila, to pravo su, zaista, barem dijelom ostvarivali spomenuti savjeti. Ljudi su počeli slobodnije disati.
Plima kritike prošlosti i stanja u društvu narastala je iz dana u dan, osobito nakon sto je Centralni komitet manje-više "digao ruke" od masovnih medija. Tjednik Danas postao je neformalno glasilo hrvatske kritičke javnosti. U praksi, Savez komunista odustao je i od ograničavanja privatnoga sektora. Mladi poduzetnici seljaci širili su svoje privatno gospodarstvo iznad maksimuma od 10 hektara. Ljudi su u svojim garažama otvarali obrtničke radionice radeći kao kooperanti za tvornice i za tržište. Tako je nastajao spontani proces preobrazbe staroga režima prema mješovitom vlasništvu i političkom pluralizmu. To su bili pozitivni rezultati starog režima u njegovih posljednjih 5-6 godina. Pokazalo se da spontanitet u reformi daje veće rezultate od onih, koji je u ranijim fazama projektirao Savez komunista.
Dok se hrvatskom rukovodstvu može priznati politika popuštanja pa i povlađivanja procesima spontanosti, ono nije bilo na razini povijesne odgovornosti glede državne krize Jugoslavije. Većina hrvatskih političara bojala se da ne učini povijesno pogrešan korak kakav je bio stvaranje Nezavisne Države Hrvatske ili pogrešan avangardistički iskorak kakav je učinjen 1971. Hrvatska, dakle, mora biti mirna, stabilna i kompromisna da ne pruži alibi za velikosrpski pokret.
Iz toga stanja hrvatske šutnje prvi je iskoraknuo Ante Marković, ali uglavnom na problemima izvlačenja Hrvatske iz teške gospodarske krize i otplate golemih dugova. On se okrenuo razvoju naftne industrije, turizma i njemu potrebne poljoprivredne proizvodnje, u čemu je kao predsjednik vlade uglavnom uspio. Kao vodeći poslovni menadžer, Marković nije bio opterećen ideologijom pa je zato kao jedan od prvih bio za radikalne reforme. On je prednjačio u inicijativama za prevladavanje gospodarske krize na osnovi novoga ekonomskog sustava. Za predsjednika savezne vlade izabran je 18. ožujka 1989. U tom svojstvu, u suradnji s međunarodnim akterima koji nisu htjeli da nestabilnosti u Jugoslaviji prerastu u šire probleme na području Europe, uspio je smanjiti dugove Jugoslavije s oko 21 na 12,2 milijardi dolara, a devizne rezerve povećati na 10,5 milijardi dolara.
Nakon 9 mjeseci je na prijedlog vlade Savezna skupština usvojila projekt reforme, po kojoj je uvedena konvertibilnost dinara, privatni i društveni sektor izjednačeni, otvorena mogućnost da građani kupuju dionice poduzeća, da stranci mogu ulagati u jugoslavensku privredu itd. Tako je nastao, prvi u Europi, projekt tranzicije iz naslijeđenoga socijalizma u novo društvo po uzoru na zapadne zemlje. Visoki dužnosnici Europske zajednice i SAD-a podržali su Markovićev projekt ističući da je Jugoslavija 20-30 pa i više godina ispred ostalih komunističkih zemalja Europe. Bila je to kudikamo radikalnija od svih ostalih reformi izvedenih od 1950. Riječju, Marković je težio modernizaciji Jugoslavije i njezinu uključivanju u Europsku zajednicu, ali je djelovao u vrijeme potpunoga rastrojstva Jugoslavije u kojoj su sile njezina razbijanja već nadjačale ostale.

## Slom komunizma i raspad SSSR-a
Stvaranje i održavanje Jugoslavije bilo je više u rukama velikih sila nego u volji njezinih naroda. Njoj je u europskom i svjetskom poretku bila namijenjena određena uloga u skladu s interesima velesila. Tu tezu potvrđuje ne samo Versailles, Teheran i Jalta već i politika obaju blokova, odnosno supersila, u tijeku cijeloga hladnog rata. To je značilo da je bilo gotovo nemoguće dovesti u pitanje opstanak Titove Jugoslavije ne samo zbog odnosa snaga u njoj samoj već i zbog podrške supersila. To je, dalje, značilo da samo slom jednoga ili obaju blokova otvara pitanje sudbine Jugoslavije. Upravo takva promjena dogodila se 1989. godine - slom hladnoratovskog poretka.
Na prijelazu iz osamdesetih u devedesete godine došao je kraj najvećemu eksperimentu u povijesti Europe: dogodio se slom komunizma, uz istodobni raspad supersile SSSR-a. Mihail Gorbačov, šef sovjetske države i partije u proljeće 1989. javno je odbacio Brežnjevljevu doktrinu o ograničenom suverenitetu socijalističkih država, koje su faktički bile pod ruskom vlašću. Time je bio otvoren put za oslobođenje desetine istočnoeuropskih država od ruske hegemonije i za slom komunističkih režima, koji im je bio nametnut nakon II. svjetskog rata.
U razdoblju od 11. siječnja 1989. kada je mađarski parlament ozakonio uvođenje višestranačja, do 10. studenog iste godine kada je srušen Berlinski zid, simbol podijeljene Njemačke i podijeljene Europe, u svim je istočnoeuropskim zemljama pao komunizam. U prvih 5 mjeseci iduće 1990. iz sastava SSSR-a istupile su Litva, Estonija, Latvija i Gruzija, u rujnu 1990. proglašeno je ujedinjenje Njemačke, a zatim je Konferencija svih europskih država, SAD-a i Kanade (KESS) označila kraj hladnoga rata i podjele Europe na dva antagonistička vojno-politička bloka. U ljeto 1991. raspao se i SSSR, koji je trajao 74 godine.
Raspad komunizma u Europi 1989. dogodio se bez krvi, osim u Rumunjskoj: komunistički režimi u Europi su se toliko istrošili i urušili da više nije bilo nikakvih socijalno-političkih snaga za njihovu obranu. To se moglo dogoditi samo zato što se i SSSR "urušio"; inače bi se ponovila ruska vojna intervencija poput onih 1956. u Mađarskoj i 1968. u Čehoslovačkoj.

## Antibirokratska revolucija
Posljednja faza raspadanja režima u Jugoslaviji vremenski se poklapala sa sličnim procesima u ostalim komunističkim zemljama Europe. Suprotno svim ostalim zemljama istočne Europe, te tijekovima u Sloveniji i Hrvatskoj, Srbija je na plimi sveopćega velikosrpskog pokreta sačuvala komunistički režim, a odbacila demokratski put za svoju budućnost.
Potkraj 1980-ih, Milošević je organizirao demonstracije u pokrajinama Srbije, čiji je krajnji cilj bio da on sam, nakon Tita, postane novi vladar Jugoslavije. Prva je na udaru bila Vojvodina, čiji parlament i vlada daju otkaz 6. listopada 1988. nakon što je JNA odbila rastjerati desetke tisuća prosvjednika iz Srbije koji zahtijevaju njenu smjenu u tzv. "mitinzima istine".  Članovi parlamenta i vlade su potom zamijenjeni ljudima lojalnim Miloševiću u tzv. "Antibirokratskoj revoluciji" ili "Jogurt revoluciji". Sličan pokušaj puča samo tri dana kasnije propada u Crnoj Gori kada tamošnje prosvjednike rastjeruje policija.  Ipak, crnogorska vlada pada u identičnim prosvjedima 3 mjeseca kasnije.  Novi "jaki" ljudi u Crnoj Gori tada postaju Momir Bulatović, Milo Đukanović i Svetozar Marović. Naposljetku, došlo je i do smjene same vlade Kosova koja je također zamijenjena Miloševićevim ljudima. U samo tri mjeseca Srbija je tako dobila 4 od mogućih 8 glasova u jugoslavenskom predsjedništvu koje upravlja državom.
Postalo je očito da je cilj bio apsolutna srpska dominacija u Jugoslaviji, nasuprot dosadašnjem stajalištu šest ravnopravnih naroda. Konačno poništenje autonomije Kosova i Vojvodine u veljači 1989. izazvalo je zabrinutost i revolt ostalih jugoslavenskih Republika. Nakon ukidanja autonomije pokrajina, što je ozakonjeno ustavnim aktom 28. ožujka 1989., Albanci su istoga dana pružili otpor putem demonstracija u kojima su poginula 22 demonstranta. Borba Srbije s Albancima otežavala je i usporavala "izvoz" Miloševićeve antibirokratske revolucije, no također i snažila velikosrpski pokret.
Nastavljeni su masovni mitinzi, medu kojima onaj na Gazimestanu, u povodu 600. godišnjice Kosovske bitke. Okupilo se oko dva milijuna Srba iz Srbije, Crne Gore, Vojvodine, BiH i Hrvatske, kao i iz Australije, Amerike, Kanade i europskih zemalja. Na tom mitingu je Milošević "okrunjen" liderom nacije. Milošević je 28. lipnja 1989. održao govor na Gazimestanu u kojem je izrekao kontroverznu rečenicu: "Opet smo pred bitkama i u bitkama. One nisu oružane, iako ni takve još nisu isključene". Masa mu je s ushićenjem uzvraćala "Care Lazare nisi im'o sreće, da se Slobo pokraj tebe kreće". U povodu kosovske obljetnice održani su mitinzi i u drugim mjestima, medu ostalima i onaj u Kninskoj krajini kolovoza 1989. kojom prigodom su hrvatske vlasti zatvorile Jovana Opačića, predsjednika novoosnovanoga srpskog društva "Zora".
Miloševićevci su u jesen 1989. pokušali "izvoz revolucije" u Sloveniju i Hrvatsku s ciljem rušenja rukovodstava tih republika. U Ljubljani je za 1. prosinca 1989. zakazan "miting istine", nakon kojega bi mitingaši, na povratku, održali miting i u Zagrebu, ali je Slovenija zabranila dolazak Srba i Crnogoraca s Kosova. Policijske snage Republike Slovenije odmah su reagirale i zatvorile granicu za srpske demonstrante iz straha da se "Jogurt revolucija" ne bi proširila i na njih te da bi tako teoretski izvršen puč i u Ljubljani. Također, Hrvatska je zabranila srpskim prosvjednicima putovanje u Sloveniju preko njenog teritorija, tako da se u Ljubljani skupilo samo 50-ak demostranata. Srbija je na to započela kratkotrajni bojkot slovenske robe i ekonomsku blokadu Slovenije.
U povodu ekonomskih sankcija u proglasu je rečeno i ovo: "Poručujemo da ni jedan građanin Srbije neće moliti Slovence da ostanu u Jugoslaviji". Time je najavljena ideja "amputacije" Slovenije u određenom trenutku. Među političke akcije "antibirokratske revolucije" spada i pritisak da se, prije roka, sazove 14. kongres SKJ, Slobodan Milošević je očekivao da će kongresu nametnuti odluke o ukidanju autonomije Saveza komunista republika i tako obnoviti centralističku strukturu kao sredstvo obnove državnoga centralizma, računajući da onaj tko ovlada sa SKJ može ovladati i Jugoslavijom. Ostali savezi komunista pristali su da se sazove 14. izvanredni kongres SKJ.

## Demokratski pokret u SR Hrvatskoj

### Osnivanje političkih stranaka
U međuvremenu, dok je velikosrpski pokret tijekom 1989. dosezao vrhunac svoje homogenizacije, u Hrvatskoj je, nakon višegodišnje šutnje, započeo proces rađanja demokratskog i nacionalnog pokreta. Pokret je zahvatio kako šire narodne mase, inteligenciju i dio hrvatske emigracije, tako i veći dio članstva Saveza komunista. Taj pokret je vodio prema nacionalnoj homogenizaciji, sličnoj onoj s početka sedamdesetih godina. Pokret je nastajao u kontekstu sloma europskoga komunizma, raspadanja Jugoslavije i prijeteće velikosrpske opasnosti. Takav kontekst je prvi put nakon stvaranja Jugoslavije 1918. otvarao mogućnosti stvaranja demokratske samostalne države Hrvatske.
Hrvatska u ovoj fazi nije imala rukovodstvo primjereno velikoj društvenoj prekretnici. Na poziciji predsjednika SKH, na kojoj je u ratu bio Andrija Hebrang, a zatim skoro 40 godina Vladimir Bakarić, našao se Stanko Stojčević, Srbin iz Slavonije, koji je bio tipičan aparatčik partijske vlasti. Rukovodstvo se razlikovalo od onih u ranijim razdobljima, jer je osjećalo da mu se topi legitimitet u narodu. Zato je sve više popuštalo društvenom toku - privatnim inicijativama, slobodi medija, samoupravi lokalnih vlasti, slobodi stvaralaštva u kulturi itd. Činjenica je da je to rukovodstvo, osloncem na rezultate oštrih rasprava u intelektualnoj i partijskoj javnosti, formuliralo platformu promjena i donijelo odluku o prvim slobodnim višestranačkim izborima u Hrvatskoj. Hrvatsko rukovodstvo je u jugoslavenskoj državnoj krizi tvrdo stajalo na braniku obrane federalizma.
Na tom su se smjeru pojavili i oni koji su postali svjesni da Milošević nikada neće pristati na ustavni federalizam pa su osobno podržavali ideju stvaranja samostalne demokratske Hrvatske.
Tendencija povlačenja Saveza komunista s tvrdih ideoloških pozicija i stila zapovijedanja, kao i skoro desetogodišnja razarajuća kritika društvenoga sustava, poklopila se s početkom inicijativa za stvaranje političkih stranaka. Ilegalna i polulegalna okupljanja po kućama pretvarala su se u inicijativne skupine za osnivanje političkih stranaka. Već 2. veljače na Filozofskom fakultetu u Zagrebu osnovano je Udruženje za jugoslavensku demokratsku inicijativu (UJDI), što vlastima nije smetalo zbog njegove projugoslavenske orijentacije, ali je to odškrinulo vrata i drugim inicijativama. Odmah zatim, 28. veljače 1989., Franjo Tuđman je na tribini Društva književnika izložio platformu za osnivanje Hrvatske demokratske zajednice (HDZ).
Na istom mjestu se 3. ožujka 1989. sastala Inicijalna grupa za osnivanje Hrvatskoga socijalno-liberalnog saveza (HSLS), koja je kao prva stranka osnovana 20. svibnja 1989. Nakon mjesec dana, točnije 17. lipnja, održana je i osnivačka skupština. U organizaciji HSLS-a 70.000 građana je 8. listopada 1989. potpisalo peticiju za povratak spomenika bana Jelačića na zagrebački središnji trg. Bilo je to prvo, ali masovno, opozicijsko okupljanje s jasnim porukama za stvaranje demokratske samostalne Hrvatske.
Vrhunac burnoga pokreta u stvaranju višestranačja dogodio se 10. prosinca 1989. Toga dana je dvanaest političkih stranaka i opozicijskih skupina u Zagrebu prikupljalo potpise za peticiju Saboru i Predsjedništvu SKH, kojom se tražilo raspisivanje slobodnih izbora. Trg Republike bio je iluminiran svijećama ("revolucija svijeća"). Dok su građani potpisivali peticiju, istu večer je TV u Dnevniku objavila odluku Predsjedništva CK SKH o raspisivanju prijevremenih izbora na svim razinama, od općine do Sabora. Svi su bili šokirani. Centralni komitet je prihvatio odluku svoga Predsjedništva, a sutradan 11. prosinca počeo je 11. kongres SKH, koji je trajao tri dana i također podržao odluku za izbore. Izabrano je novo vodstvo SKH na čelu s Ivicom Račanom, koji je za protukandidata imao Ivu Družića. Od staroga predsjedništva Partije ostao je samo jedan član. Vodstvo SKH nije popustilo pritisku vrha JNA da odustane od ideje o raspisivanju slobodnih izbora.
Ni organi Saveza komunista ni državni organi nisu poduzimali represivne mjere protiv osnivanja političkih stranaka. U samom Savezu komunista razvilo se reformsko krilo, koje je osjetilo da je vrijeme napustiti naslijeđeni partijski program, otvoriti vrata demokraciji i ući u otvorenu borbu protiv velikosrpske opasnosti. Istaknutiji predvodnici toga krila bili su Drago Dimitrović i Celestin Sardelić. Nasuprot tom krilu, u CK, Vladi i Saboru jake je pozicije imalo i konzervativno krilo. To krilo, odgovorno za "hrvatsku šutnju", bilo je protiv reforme, ali je bilo nemoćno i po sastavu heterogeno. Neki su bili protiv višestranačja zbog straha od mogućega revanšizma desničarskih, posebno proustaških elemenata. Većina srpskih prvaka nije mogla zamisliti život izvan Jugoslavije. Neki su od njih bili vrlo odlučni protiv Miloševića i velikosrpskog ekspanzionizma jer su bili svjesni da oni razbijaju Jugoslaviju i time dovode u pitanje opstanak srpskoga naroda u Hrvatskoj (Milutin Baltić, Dušan Dragosavac i dr.). Dio hrvatskih komunista bio je u teškoj dilemi. S jedne bi se strane pridružili nacionalnom pokretu i odlučno branili Hrvatsku protiv agresije Srbije i JNA, a s druge su strahovali da ih u slučaju poraza na izborima čeka pogrom kao kazna za uništenje Pavelićeve NDH, za Bleiburg, za udar na hrvatsko proljeće, za polustoljetno vladanje Hrvatskom itd. Podjela u građanskom ratu 1941. – 1945. još je bila nepreboljena rana, koja je dijelila hrvatski korpus i prijetila revanšizmom sve do ubijanja političkih protivnika.
Dok se odlučivalo o raspisivanju izbora, dva istaknuta hrvatska političara nisu aktivno sudjelovala u političkom životu jer su bila na najvišim funkcijama u federaciji, predsjednik savezne vlade Ante Marković i potpredsjednik Jugoslavije Stipe Šuvar. Prvi je pod imenom "novi socijalizam" vodio proces tranzicije Jugoslavije u smjeru zavođenja društvenoga sustava po modelu zapadnoeuropskih zemalja, a drugi se držao Titove koncepcije održanja Jugoslavije što je značilo da se velikosrpski hegemonizam može suzbiti obranom Ustava iz 1974. Nitko međutim nije mogao obnoviti Titovu formulu i okupiti antivelikosrpske projugoslavenske snage, uz istodobno suzbijanje nacionalnih pokreta u svim republikama. To se nije moglo ostvariti bez Tita i njegove "nadnacionalne" armije. U oba slučaja radilo se o promašenoj politici. Marković je, u ime savezne vlade, predložio da savezna skupština ozakoni višestranačke izbore i za saveznu skupštinu, ali su to 28. lipnja 1990. spriječile delegacije Srbije i Slovenije. Srbija se bojala da Markovićeva reforma vodi u restauraciju kapitalizma, uz održanje konfederacije, a Slovenija je već jednom nogom bila izašla iz Jugoslavije koju Marković želi održati.
Nakon kongresa hrvatskih komunista i odluke o izborima, ubrzano je rastao broj stranaka. Šesnaesti je prosinca 1989. osnovana Socijaldemokratska stranka Hrvatske (SDSH). 20. prosinca Zelena akcija Splita i Radikalno udruženje za sjedinjene europske države (RUSED); 13. siječnja 1990. Demokratski savez Albanaca Hrvatske (DSAH); 20. siječnja 1990. Zelena akcija Zagreba; 27. siječnja 1990. Zelena akcija Šibenika. Do 8. veljače službeno su registrirane: HSLS, SDSH, HKDS, HDZ, Udruženje za sjedinjene europske države, HDS, SKH i SSRNH. I dalje se nastavio proces stvaranja novih stranaka: 14. veljače 1990. Hrvatska stranka, Istarski demokratski sabor; 17. veljače 1990. Demokratska akcija Hrvatske (DAH); istoga dana u Kninu je osnovana Srpska demokratska stranka; zatim i Muslimanska demokratska stranka i Građanska stranka; 20. veljače 1990. Jugoslavenska samostalna demokratska stranka, 21. veljače Stranka Jugoslavena; 23. veljače Autonomni demokratski savez Hrvatske (ADSH, kasnije ušao u sastav SDSH); 24. veljače 1990. Hrvatska republikanska seljačka stranka (HRSS); 25. veljače 1990. Hrvatska stranka prava; 26. veljače 1990. Socijaldemokratska stranka Hrvatske/Jugoslavije; 1. ožujka Koalicija narodnog sporazuma (KNS) u sastavu HSLS, SDSH, HDDS, HSS na čelu sa Savkom Dabčević-Kučar i Mikom Tripalom; 2. ožujka 1990. Pokret za konfederaciju; 11. ožujka Riječki demokratski savez; 17. ožujka 1990. Hrvatska republikanska stranka; 23. ožujka Zelena stranka Rijeke; 23. ožujka 1990. Hrvatski socijalni liberalni savez preimenovan je u stranku: Hrvatsku socijalno liberalnu stranku. Do izbora 22. i 23.travnja 1990. bilo je registrirano preko trideset stranaka, a kasnije će njihova brojka prijeći 50.

### Hrvatska demokratska zajednica
U Hrvatskoj, tijekom 1989. i 1990., nabujali je pokret preko noći stvorio brojne stranke. U tome trenutku, u riječi i djelu većine građana Hrvatske bila je samo jedna ideja vodilja: obrana od agresije i stvaranje nacionalne države. Gotovo cijeli je narod težio demokraciji i nacionalnoj državi. Iz te činjenice proizlazilo je da su, primjereno tome, i sve stranke, ma koliko ih bilo, via facti činile jedinstvenu političku snagu s istim ciljem jer ih je rodio pokret - jedinstven i po ideologiji i po političkim ciljevima. Svaku stranku, uključujući i SDP, rodio je jedan jedinstveni pokret, i zato su one bile jedna cjelina, ali s više organskih dijelova. SDP, jedina stranka, koja nije formalno osnovana u nacionalnom gibanju, u stvari je reformirana na plimi nacionalnoga pokreta. Tu tezu će potvrditi i povijesna činjenica da se u Domovinskom ratu neće dogoditi ni jedan slučaj da neka grupica Hrvata prijeđe na stranu agresora, što je slučaj nezabilježen u njihovoj povijesti.
Zahvaljujući ostvarenomu nacionalnom jedinstvu, u razdoblju stvaranja stranaka nije se ni htjela, ni željela voditi oštra međustranačka politička borba. Međutim, to ne znači da nije vladala međusobna sumnja pa i nepovjerenje, posebno među liderima i vodstvima stranaka. Radi se, prije svega, o odnosu HDZ-a i SDP-a koji su se međusobno nakostriješili i u izbornoj kampanji i neko vrijeme nakon izbora. HDZ se, unatoč korektnom držanju SDP-a, kako u prijenosu vlasti, tako i nakon toga, zapravo pribojavao "komunističkoga protuudara", potpuno pogrešno, a SDP se bojao žestokoga revanšizma pa i Bartolomejske noći, također neopravdano.
Drugi izvor sumnjičenja bio je u svjetonazorima stranaka. Demokršćani su bili uvjereni u superiornost svoje, pravaši svoje, narodnjaci svoje, reformirani komunisti svoje ideologije itd. Međutim, nacionalizam je, kao vladajuća i premoćna ideologija, potisnuo druge oblike ideologije, iako se i sam iskazao u širokome rasponu od humanoga rodoljublja do šovinizma. Osim navedenih, bilo je i drugih izvora i vrsta sumnjičavosti i konkurencije u borbi za vlast. Svaka je stranka "pucala na istu metu" - osvajanje vlasti, uvjerena da je upravo ona najbolja, najtvrđa, najzaslužnija, najsposobnija, najhrvatskija... tako da je nacionalizam, uz njegov svakodnevni folklorno-provincijalni ritual, obojio politički život toga vremena.
Budući da se predizborna kampanja odvijala u ozračju rastuće prijetnje Srbije i JNA, građani su se sve više priklanjali onoj stranci, koja je nudila najjače jamstvo za obranu Hrvatske, izlazak iz Jugoslavije i stvaranje samostalne Hrvatske. Na tim ključnim parolama stvorene su tri najveće političke grupacije: HDZ, SDP i Koalicija narodnog sporazuma. Ostale su stranke igrale marginalne uloge.
HDZ je najodlučnije izrazio stremljenje većine hrvatskoga naroda. Nije to bilo tako vidljivo u samom programu stranke, koji je bio sličan većini ostalih stranaka i koji je morao voditi računa da još postoji država Jugoslavija i njezina vojna sila, već više u vatrenim patriotskim riječima na skupovima, u zamahu i snazi stvaranja mreže organizacija, u državotvornoj retorici, u nacionalnim simbolima kao što su trobojne zastave sa šahiranim grbovima i slično. HDZ se naglašeno svakodnevno više obraćao cijeloj naciji, svim Hrvatima, nastojeći da svaki građanin pristupi nacionalnom pokretu. Isticanja prava građana, pozivanja na demokraciju, na pravnu državu gotovo nije bilo. U stvaranju pokreta Franjo Tuđman je oblikovao formulu za ujedinjavanje triju glavnih hrvatskih povijesnih sastavnica: pravaštva (Ante Starčević), radićevstva (socijalni nauk braće Radić) i hrvatske ljevice (Andrija Hebrang pa i Tito), uzimajući od njih ono što je u njima nacionalno, a ne i ono što je liberalno (kod Starčevića), i ono što je socijalno (Radićeva borba protiv bogataša i "gospode", ljevičarska borba protiv eksploatacije radničke klase). Time je Franjo Tuđman težio transgeneracijskom ujedinjenju koje bi rezultiralo što većim jedinstvom nacije. Izborni su rezultati potvrdili da je Tuđmanova formula bila uspješna.
Iako HDZ nije programom otvoreno najavio razbijanje Jugoslavije i stvaranje samostalne države, njegova je retorika bila dovoljno jasna da je upravo to glavni Tuđmanov cilj. Tri sastavnice su tako plasirane da su privlačile u pokret i one koji su se u prošlosti nalazili na suprotnim barikadama te je u pokretu bilo ljudi i s centra i s ljevice i s desnice, uključujući i proustaške elemente. U HDZ-u su se tako zajedno okupili i neki partizani i neki ustaše, odnosno njihovi potomci. Tuđmanova čuvena teza na Prvomu općem saboru HDZ-a 25. veljače 1990. u dvorani Lisinski kako "NDH nije bila samo puka kvislinška tvorba i fašistički zločin, već i izraz povijesnih težnji hrvatskog naroda", snažno je odjekivala kako u srcima onih, koji su tu državu stvarali i za nju ginuli kao i njihovih potomaka, tako i onih, kojima je san bio stvaranje nove samostalne hrvatske države.
Franjo Tuđman je pozvao u pomoć i u borbu cjelokupnu tzv. iseljenu Hrvatsku, što ni SDP ni Koalicija nisu učinile. I to je odjeknulo kao čin, mig i poruka za stvaranje samostalne Hrvatske. Na tom pozivu i vezi, oko Tuđmana i HDZ-a stvoren je "prsten" iseljene Hrvatske čiji ljudi su s jedne strane snažili državotvorne snage, a s druge strane izazivali bojazan dijela hrvatske javnosti da će ljudi iz toga prstena nametati svoju volju i interese u novoj državi, gurajući društvo u autoritarne, a ne demokratske vode. Na podršku i strah naišle su i ideje nekih HDZ-ovih ekstremista, koji su najavljivali teritorijalno širenje Hrvatske s barjacima na Romaniji, što je značilo granicu na Drini. Sumanute ideje o obnovi Tomislavove države od Drave do Drača, od Sutle do Drine snažno su privlačile dio zanesenih ljudi, ali i izazivale strah od još jednoga nacionalnog poraza kakav je bio onaj s NDH.
U vatri polemike bilo je napadaja na komuniste kao npr. u općini Peščenica u Zagrebu gdje je rečeno da "crvenu aždaju" treba uništiti. Na ekstremne desne ispade SDP je odgovorio tezom da je HDZ "stranka opasnih namjera". S osjećajem o sudbonosnom sudaru s predstojećom agresijom Srbije i JNA, s težnjom da se što prije ostvari nacionalna država, većina je prelazila preko avanturističkih parola, preko prijetnji, držeći da se vizija ekstremizma neće moći ostvariti jer će Hrvatska ulaskom u Europu prihvatiti norme civilizirane pravne države.
Uz uvjerenje da je HDZ najsigurnija i najpouzdanija snaga stvaranja samostalne države, većina ljudi je očekivala da će se ostvariti i obećanje HDZ-a kako će Hrvatska za deset godina dostići visokorazvijene zapadne zemlje, kao npr. Austriju. Vjerovalo se da će HDZ najbolje i najdosljednije reafirmirati svete vrijednosti kao što su nacija, vjera, privatno vlasništvo, građanska prava, vrijednosti prema kojima su komunisti bili previše restriktivni, a u prvomu poratnom desetljeću i veoma oštri, sve do progona onih koji su se za te vrijednosti borili. Radilo se dakle o vjeri u veliki društveni preokret, koji izvodi HDZ. Crkva, odnosno svećenstvo, založilo se u ime duhovne vrijednosti, koje taj preokret donosi za pobjedu HDZ-a.

## 14. izvanredni kongres SKJ
SKH, nakon odluke 11. kongresa o slobodnim izborima, dramatično je težio da nadoknadi propuštene prilike iz faze "hrvatske šutnje". Za uspjeh na izborima valjalo je javnost uvjeriti da je partija i nacionalna i demokratska i da su njezin uzor socijaldemokratske stranke zapadne Europe. To je učinjeno Izbornim programom, koji je ne samo utemeljio novu političku strategiju već i programske temelje SDP-a kao stranke. On je bio rezultat intelektualnih i teorijskih napora znanstvenih i javnih radnika, koji su iznijeli reformu SK i društvenoga sustava. Zato je odmah uz ime SKH dodano i SDP - Stranka demokratskih promjena, sklonjeno je konzervativno krilo, a odbijena je i tendencija da se SKH-SDP instrumentalizira od strane onih koji su se zalagali da težište bude u političkoj borbi protiv HDZ-a kao "stožera hrvatskoga nacionalizma". To je tražio srpski dio SKH-SDP-a. Time bi se Savez komunista diskvalificirao na izborima, a Srbima ne bi pomogao, jer je njihova sudbina ovisila o Srbiji, koja je već bila krenula u razbijanje Titove Jugoslavije.
Tih dana presudnu važnost za političku sudbinu SKH-SDP-a imao je 14. izvanredni kongres SKJ održan od 20 do 22. siječnja 1990. u Beogradu. Na Kongresu je agresivno nastupio Miloševićev Savez komunista praćen satelitskim savezima Crne Gore, Vojvodine i Kosova, koje su 1989. antibirokratski udari već slomili, a slijedio ih je i SK JNA. Srbija je računala i na mnoge glasove iz Makedonije, BiH i Hrvatske. Međutim, Milošević se preračunao. Nije uzeo u obzir da se već davno SKJ "izfederalizirao" i da je dovoljan veto samo jedne republike.
Oštra se polemika od momenta otvaranja Kongresa do njegova raspada vodila između srpskih komunista, koji su se borili za "jedinstveni Savez komunista" i Slovenaca, koji su predlagali stvaranje Saveza republičkih saveza komunista. Nakon dva dana verbalnog rata između Srba i Slovenaca, 22. siječnja 1990. u 22:30 slovenski lider Milan Kučan, u znak pozdrava pruža ruku Milanu Pančevskom, koji vodi sjednicu i kreće prema izlazu iz dvorane, a njega slijedi svih 106 slovenskih delegata. U tom trenutku na pitanje Pančevskog što da se radi, Milošević odgovara: "Nastavljamo rad i prelazimo na donošenje odluka". Hrvatski komunisti su vješto puštali da se Beograd i Ljubljana svađaju, a zatim je na govornicu izišao Ivica Račan, predsjednik CK SKH i rekao:
»Molim riječ... ovako dalje ne ide. Predlažem da se sada zaključi sjednica i da kongres nastavimo... poslije konzultacija. Ukoliko se to ne prihvati, naša delegacija neće sudjelovati u donošenju odluka...«
Oko ponoći 22. siječnja 1990. kongresna dvorana je ispražnjena. Nestao je SKJ, nasljednik slavne KPJ, a time je nestao i nosivi stup Jugoslavije. Raspad SKJ je Europa doživjela kao sukob srpskoga nacional-komunizma i nove demokracije, koja se rađa u Sloveniji i Hrvatskoj. Drugi događaj tijekom predizborne kampanje, koji je mogao pridonijeti izbornom uspjehu SKH-SDP bio je masovni skup Srba iz Hrvatske i ostale Jugoslavije održan 14. ožujka 1990. na partizanskoj Petrovoj gori, Kordunu. Atmosferu toga skupa najbolje ilustriraju uzvici "Tuđman ustaša" i "Račan ustaša". Državno-partijski vrh Hrvatske nije našao dovoljno snage i načina da odgovori tom izazovu, da razbije skup ili održi kontramiting, što je išlo na račun izbornoga rezultata za SKH-SDP.

## Prvi višestranački izbori
Dok su se SKH-SDP, HDZ pa i KNS nadali pobjedi ili velikom uspjehu, za mnoštvo ostalih političkih stranaka problem je bio kako prijeći izborni prag i održati se u konkurenciji s dva jaka bloka, koja su predvodili SKH-SDP i HDZ, od kojih je prva stranka, kao vladajuća, imala razvijenu infrastrukturu, a druga sve iznenadila svojim snažnim nastupom u javnosti. Takva situacija je nagnala skupinu od pet manje-više ravnopravnih stranaka - HSLS, SDSH, HKDS, HDS i HSS - da istupe na izbore zajedno pod nazivom Koalicija narodnog sporazuma (KNS). Na čelo koalicije izabrani su lideri nacionalnog pokreta iz 1970-ih, Savka Dabčević-Kučar i Miko Tripalo, koji se nisu učlanili ni u jednu stranku Koalicije već su djelovali u ulozi izvanstranačkih lidera. Udružene stranke i izvanstranački lideri, a i dio javnosti, očekivali su veliki uspjeh s obzirom na to da su zauzeli poziciju u centru političkog života.
KNS je osnovana vrlo kasno, tek 1. ožujka 1990, kada se veći dio glasača već opredijelio. Budući da je već prvi krug izbora donio slabe rezultate, HDS je uoči idućega kruga izišao iz koalicije, a ostale su se stranke u Saboru razdvojile. Četveromjesečna predizboma kampanja završena je bez i jedne ljudske žrtve, što je na čast i državnim organima i političkim strankama. Prvi krug izbora bio je 22. i 23. travnja, a drugi 6. i 7. svibnja 1990., bez incidenta.
Na izborima je pobijedila HDZ, a SKH-SDP je postala najjača oporbena stranka. Prema rezultatima izbora za Društveno-političko vijeće Sabora, taj dom je reprezentativniji od drugih dvaju, HDZ je dobio 1.214.958, SKH-SDP 1.012.732, KNS 429.567, nezavisni kandidati 118.167, a SDS 46.418 glasova. HDZ je dobio 42 % glasova, ali je prema većinskom izbornom sustavu kao pobjednička stranka u Saboru imao više mandata, i to: 58,62 % u Vijeću općina, 67,5 % u Društveno-političkom vijeću, 51,88 % u Vijeću udruženog rada. Po izbornom sustavu HDZ je u Saboru dobila 26,4 % više kandidata nego što je dobila glasača. U Saboru se stvorio blok dviju vodećih stranaka, HDZ-a i SKHSDP-a, koje su "zajedno dobile 88 % mandata u Saboru, odnosno čak 9 4% mandata u Društveno-političkom vijeću Sabora". Višestranački Sabor konstituiran je 30. svibnja 1990. Taj će datum biti proglašen Danom državnosti. Nakon što je Sabor izabrao čelnike SR Hrvatske obavljena je svečana primopredaja vlasti. Staro predsjedništvo na čelu s Ivom Latinom predalo je vlast novomu na čelu s Franjom Tuđmanom. Predsjednik Sabora SRH Anđelko Runjić predao je vlast Žarku Domljanu, a premijer Ante Milović Stipi Mesiću. Nakon odlaska Mesića na dužnost predsjednika Predsjedništva SFRJ u Beograd, dužnost predsjednika vlade preuzeo je Josip Manolić.
Iako se dogodila velika prekretnica, pad polustoljetnoga komunističkog režima, i to u vrijeme prijeteće agresije, prijenos vlasti obavljen je dostojanstveno, kao u bilo kojoj zapadnoj zemlji duge parlamentarne tradicije. Rad Sabora nastavljen je u atmosferi parlamentarizma, a ne onih koji su priželjkivali kavge. Odnos snaga u Saboru te ratna opasnost diktirali su pregovaranja, pogađanja, kompromise, između HDZ-a i SDP-a. "Jastrebovi" HDZ-a nisu olako mogli napadati SDP, koji je dobio preko milijun glasova i koji je od početka pristao na parlamentarnu proceduru. S druge strane, HDZ se nije mogao pozivati na plebiscitarnu potporu svih Hrvata, već na 42 % onih građana koji su izašli na izbore.
Nakon demokratske smjene vlasti 1990, nastavljen je i radikaliziran prethodni višegodišnji proces razgradnje Jugoslavije. Prijašnja višegodišnja praksa da svaka republika sve više funkcionira mimo zajedničkih federalnih organa, sada je postala opća. Na razini Jugoslavije nije bilo moguće održati parlamentame izbore. Tu ideju savezne vlade vetom su spriječile Srbija i Slovenija. Na to će Ante Marković odgovoriti osnivanjem savezne stranke pod imenom Savez reformskih snaga Jugoslavije. Ideju je 29. srpnja 1990. objavio pred oko sto tisuća ljudi na partizanskoj planini Kozari, očekujući da će se ona razviti u svim republikama kao antiplatforma tamošnjim nacionalističkim snagama. Pokušaj je doživio potpuni neuspjeh.
Prvi izbori u Sloveniji održani su 8. travnja 1990, pobijedila je opozicija s 55 % glasova, tako da su komunisti izgubili vlast, ali je narod izabrao vođu slovenskih komunista Milana Kučana za predsjednika Republike i time osigurao stabilnost u procesu smjene vlasti. Bio je to izraz političke zrelosti naroda. U Makedoniji je 11. studenog 1990. pobijedila opozicija, ali je narod kao i u Sloveniji za predsjednika izabrao Kiru Gligorova, koji je 40 godina bio jedan od vodećih makedonskih komunista na najvišim funkcijama u federaciji, stekavši tamo neprocjenjivo iskustvo, koje će iskoristiti da spasi Makedoniju 1992. godine. Na izborima u BiH 18. studenog 1990. dogodio se nezapamćen slučaj, građani su kao po nacionalnom popisu glasovali za svoje nacionalne stranke: Hrvati za HDZ, Srbi za SDS, Muslimani za SDA. Jedino su u Srbiji i Crnoj Gori na izborima 28. prosinca 1990. pobijedili komunisti, što je bio jasan znak da veliki dio naroda podržava Savez komunista zato što je on vodio velikosrpski pokret.
Izbori su ubrzali procese raspadanja Jugoslavije. Gotovo svi Srbi u Srbiji, u ostaloj Jugoslaviji, u JNA i saveznim institucijama itd. doživjeli su izbore u Sloveniji kao njezinu odluku za izlazak iz Jugoslavije, a izbore u Hrvatskoj kao pobjedu ustaštva. U tome je smislu beogradski vodeći list Politika već nakon prvoga kruga izbora pisao: "Utvare Pavelića i ustaša su već osvojile vlast u Hrvatskoj...", što je i rezultat politike SKH, čiji "...dio rukovodstva. to čini od rata na ovamo, pa sve do 14. kongresa SKJ, kada Račan pokušava zadati posljednji udarac životu jugoslavenskih naroda". Politika dalje citira riječi predsjednika Sabora Anđelka Runjića. koji je, uručujući rješenja o izborima "... oduševljeno uskliknuo da je neobično sretan što je dočekao taj historijski dan".

## Stanje u SR Bosni i Hercegovini
Prvi radni dan u 1990. donio je značajnu promjenu SR Bosni i Hercegovini. Službeno glasilo Socijalističkog saveza radnog naroda SR BiH dnevni list Oslobođenje izišao je 2. siječnja 1990. bez zaglavlja "Druže Tito mi ti se kunemo". Bio je to nagovještaj novog vremena. Savez komunista Bosne i Hercegovine, vodeća idejna i politička snaga društva, nakon desetljeća zaklinjanja u mrtvog Tita i simbolično je skrenuo s njegovoga puta. Nije bilo jasno kamo je vodio novi put, ali je bilo sigurno da će vodeća elita teško prihvatiti bilo kakvu promjenu koja bi joj ugrozila privilegiranu poziciju. Istoga dana, Predsjedništvo SR Bosne i Hercegovine izdalo je priopćenje u kojem je osnivanje novih stranaka i organizacija (u Hrvatskoj i Srbiji), prije svih Hrvatske demokratske zajednice (HDZ) i Srpskog pokreta obnove (SPO), ocijenilo "izrazom tragičnih ideja ustaštva, četništva i drugih reakcionarnih i fašističkih snaga". Priopćenje je bilo u skladu s temeljnom politikom SK BiH i odraz je totalitarnog diskursa, koji je onemogućavao slobodnu raspravu o modalitetima unutarnjega uređenja BiH. Događaji, koji su uslijedili pokazali su da je komunistička elita u BiH imala razloga biti zabrinuta za svoju poziciju.
U siječnju 1990. u Duvnu (Tomislavgrad) je došlo do prosvjednog okupljanja hrvatskog stanovništva zbog početka izgradnje akceleratora ruskog podrijetla, koji je sarajevska tvrtka Energoinvest htjela postaviti u tamošnjoj tvornici kablova. Prosvjedi su se pretvorili u masovni izraz nezadovoljstva protiv komunističke vlasti i položaja Hrvata u Duvnu, SR BiH i u Jugoslaviji uopće. Bio je to početak buđenja "zaboravljenog naroda", kako je Hrvate iz Hercegovine opisao novinar jednoga zagrebačkog tjednika.
Na već spomenutom, 14. izvanrednom kongresu SKJ, izaslanici iz BiH većinom su se držali 10. kongresa SK BiH, po kojima su izaslanici iz SR BiH trebali zastupati SKJ kao "snagu jugoslavenskog jedinstva" i zalagati se za "demokratsku integraciju na bazi političkog pluralizma", uz "novu ulogu socijalističkog saveza".
Unutar SK BiH djelovala je skupina izaslanika s demokratskim programom i reformskom orijentacijom. Na čelu skupine bio je Zdravko Grebo. Taj Prijedlog dočekan je s golemim nezadovoljstvom. Reagirao je i predsjednik Predsjedništva CK SK BiH Nijaz Duraković, koji je rekao da su vrata širom otvorena onima koji žele izići iz Saveza komunista, dakle retoriku sličnu Miloševićevoj, koji je slovenskim komunistima pokazao vrata kroz koja se "izlazi iz SKJ".
Savez komunista BiH uporno i dugo se borio protiv višestranačja i zalagao se za čvrstu i jedinstvenu jugoslavensku federaciju. Uvažavajući određene razlike u društvu, koje se više nisu mogle ignorirati, prihvatio je "pluralizam unutar Socijalističkog saveza", odnosno "nestranački pluralizam". Odbijali su svaku mogućnost uvođenja višestranačkog sustava. Za što se zalaže Savez komunista Bosne i Hercegovine, Sarajevo, travnja 1989., 3. – 20. Posebno su bili osjetljivi na političko organiziranje na nacionalnom osnovu. Prema Izbornom zakonu koji je Skupština SR Bosne i Hercegovine donijela u ožujku 1990., to je bilo
izričito zabranjeno. Međutim, takvu odredbu osporio je Ustavni sud SR BiH. Nakon toga, u Skupštini SR Bosne i Hercegovine doneseni su 31. srpnja 1990.
amandmani na Ustav koji su omogućili održavanje prvih slobodnih izbora. Donesena su i četiri zakona po kojima će izbori biti provedeni. Savez komunista Jugoslavije, sastavljen od saveza komunista socijalističkih republika, nije bio u stanju preživjeti događaje na europskoj i svjetskoj sceni, niti proces demokratizacije u zemlji. Na političkoj sceni u SR Bosni i Hercegovini pojavile su se nove forme političkog organiziranja, s različitim političkim programima.

### Osnivanje političkih stranaka
U SR Sloveniji i SR Hrvatskoj u travnju 1990. održani su prvi višestranački izbori na kojima su uvjerljivo pobijedile nacionalne protukomunističke stranke. Nove političke snage pojavile su se i na političkoj sceni SR Bosne i Hercegovine. Poseban interes izazvalo je osnivanje (etno)nacionalnih stranaka.
Najprije je u Sarajevu 27. ožujka 1990. Alija Izetbegović u ime četrdesetorice potpisnika-osnivača održao konferenciju za tisak na kojoj je objavio osnivanje Stranke demokratske akcije (SDA). Osnivačka skupština ove (etno)nacionalno-konfesionalne stranke održana je 26. svibnja 1990. Izetbegović je izabran za njezinog predsjednika, a SDA je formalno definirana kao stranka građana Jugoslavije, koji pripadaju muslimanskom povijesno-kulturnom krugu.  Uz mnogobrojne političke mitinge i vjersko-političke manifestacije, uz politizaciju srpskih žrtava iz Drugoga svjetskog rata, u Sarajevu je 12. srpnja 1990. osnovana Srpska demokratska stranka (SDSBiH). Za predsjednika Inicijativnog odbora izabran je Radovan Karadžić.Uz svakodnevne napise o srpskim žrtvama Drugoga svjetskog rata, izišlo je i nekoliko posebnih publikacija o srpskim žrtvama i ustaškim zločinima u Hercegovini. Tako je tijekom 1991. izišla brošura "Gospa međugorska a jame srpske". Posebno izdanje Politike tiskano je u 50.000 primjeraka.
Nakon niza sastanaka inicijativnih odbora u Hercegovini, koji su bili obilježeni čestim zabranama i provokacijama, u Sarajevu je 18. kolovoza 1990. održan Prvi opći sabor Hrvatske demokratske zajednice Bosne i Hercegovine (HDZBiH). Statut Hrvatske demokratske zajednice BiH.  Za predsjednika je izabran ortoped iz Sarajeva Davor Perinović, nekadašnji zaposlenik američke vojne bolnice u Berlinu, čije je ponašanje već ranije izazvalo nezadovoljstvo mnogih
članova stranke i sudionika sabora. Perinović se u intervjuu (nakon smjene) hvalio da je njegov pacijent bio američki veleposlanik u Moskvi, te brojni časnici američke obavještajne agencije CIA-e. To je rezultiralo otvorenim osporavanjem njegovog izbora, te konačno njegovom smjenom na sjednici svih tijela HDZ-a održanoj 7. rujna 1990. u Zagrebu. Perinović je svoju vatrenu velikohrvatsku, pa i šovinističku retoriku, nakon smjene, zamijenio legalističkim frazama. Predsjednika Republike Hrvatske Franju Tuđmana, označio je kao najvećeg krivca za svoju smjenu i optužio ga za "antimuslimansku i antibosansku" politiku, te za "nagodbu" s predsjednikom SR Srbije Slobodanom Miloševićem o "podijeli Bosne i Hercegovine". Ta "Perinovića teza" kasnije je dobila više oblika i postala je dio političke mitologije. Nakon njegove smjene, za vršitelja dužnosti predsjednika HDZ-a BiH imenovan je Stjepan Kljujić.
Demokratski procesi širili su se iz zapadnih jugoslavenskih republika, pa i ne čudi puno da su sve tri nacionalne stranke iz BiH organizirane pod znatnim utjecajem političkih središta iz SR Hrvatske. Zanimljivo je da niti jedna nije bila prvenstveno bosanskohercegovačka. SDA je usuglašena u krugu Islamskoga kulturnog centra u Zagrebu i zamišljena kao "politički savez građana Jugoslavije koji pripadaju muslimanskom kulturno-povijesnom krugu". SDS BiH osnovan je kao "svesrpski nacionalni pokret" pod utjecajem kninskog SDS-a i njegovoga predsjednika Jovana Raškovića. Konačno, HDZ za BiH organiziran je kao dio "planetarne organizacije koja predstavlja pokret svih Hrvata na svijetu". Zanimljivo je i to da su se sva trojica prvih predsjednika
nacionalnih stranaka barem jedno razdoblje svoga života po nacionalnosti izjašnjavali, ili su predstavljani kao Srbi. Karadžić je rođen u Crnoj Gori, ali se izjašnjavao kao Srbin. Izetbegović se izjašnjavao kao Srbin u vrijeme dok nije bila priznata muslimanska (bošnjačka) nacija, a Perinović je u medijima predstavljen i kao "Srbin koji je osnovao HDZ BiH".Na naslovnici NIN-a (Beograd), broj 2230., od 24. rujna 1993., reklamiran je “Novi feljton: Dramatična ispovest Srbina koji je osnovao HDZ BiH“. Perinović je u intervjuu izjavio da se čitav život nacionalno opredjeljivao kao “Jugosloven“, čak i na popisu iz 1981. Prvi put se izjasnio kao Hrvat na popisu u ožujku 1991.

## Srbijansko razbijanje monetarnog sustava SFRJ
Krajnji izraz samovolje i očiti iskaz nastojanja da se saveznu državu u cijelosti podredi partikularnim srpskim interesima iskazan je u srbijanskom upadu u monetarni sustav SFRJ u prosincu 1990. godine: na prijedlog Vlade ("Izvršnog veća") Srbije, Skupština te republike je 28. prosinca 1990. godine donijela set tajnih (!!) zakona kojima je odobren upad u monetarni sustav Jugoslavije, gdje se u optjecaj pustilo - bez znanja saveznih vlasti (uključivo Narodnu banku Jugoslavije, koja je bila jedina ovlaštena za puštanje novaca u optjecaj) - 18.243 milijuna tadašnjih dinara, tj. protuvrijednost tadašnjih 1,8 milijardi dolara, a radi rješavanja teških problema u poslovanju najvećih srbijanskih poduzeća. Osim tog gusarskog upada u savezni monetarni sustav, Srbija na čelu s Miloševićem poduzela je cijeli niz drugih aktivnosti radi ovladavanja financijskim potencijalima koje su pripadale Federaciji; slično kao što je u isto vrijeme organizirano nastojala ovladati jugoslavenskim vojnim sustavom, sustavom tajnih službi i jugoslavenskom diplomacijom.

## Balvan revolucija i novi hrvatski Ustav
Potpuna preobrazba JNA u srpsku vojsku započela je sredinom 1980-ih, a svoj vrhunac doživjela neposredno pred uvođenje višestranačja. Vojni vrh bio je krajnje nepovjerljiv prema sve očitijim znakovima promjena u Europi potkraj 1980-ih, jenjavanja hladnog rata između SAD i SSSR, padom Berlinskog zida kao i raspadom istočnog bloka. 1991. Srbi i Crnogorci su činili 38.8 % stanovništva Jugoslavije, ali su činili 70 % udjela u profesionalnom osoblju JNA. Još 1990, JNA je oduzela 40 do 60 % oružja Teritorijalne obrane (TO) Slovenije, te većinu oružja TO Hrvatske." Slovenski vojnici napustili su JNA i pridružili se novoj slovenskoj vojsci i mjesnoj policiji.  Suočena s mogućnošću da politička kriza bude razriješena vojnim putem, Hrvatska je, bez obzira na visok moral ljudstva, bila suočena s nedostatkom ratne tehnike i sredstava za obranu. Protivnik je raspolagao nadmoćnom ratnom tehnikom, no raspršenom po skladištima i vojarnama, dijelom i na hrvatskom teritoriju. Vojnički i časnički kadar bio je još višenacionalan, a u provedbi velikosrpskih planova JNA je mogla računati pretežno na pripadnike srpske nacionalnosti. Zbog toga je vojni vrh dvojio kojoj se od dviju mogućih varijanata prikloniti:
- vojnom protiv svih republika i uspostavi unitarne Jugoslavije pod čvrstom rukom
- ili pak ostvarenju velike Srbije, s teritorijem manjim od Jugoslavije, koja će obuhvatiti sva područja u kojima živi srpsko stanovništvo, dakle i znatne dijelove Hrvatske.[57]

Izborni rezultati iskorišteni su kao poruka i poziv masama za nastavak međunacionalističkih borbi svim sredstvima, sve do rata. Vodeće snage Srbije i veći dio vrha JNA ubrzali su pripreme za rat, a nova vlast u Sloveniji i Hrvatskoj za što brze odcjepljenje, proglašenje državne samostalnosti. Svi su se žurili prema svojima ciljevima. Po projektu Velike Srbije, hrvatska područja naseljena Srbima odgovorila su pobunom protiv nove vlasti. U općinama, u kojima su imali većinu proglasili su autonomiju i odbili lojalnost novoj vladi RH. Državni aparat i policiju stavili su pod svoju vlast, u čemu im je pomogla lokalna samouprava iz socijalizma, po kojoj općinske skupštine imaju pravo zapovijedanja i policijom i jedinicama TO-a. Neposredno nakon uspostave slobodno izabrane vlasti prema zapovjedi SSNO od 14. svibnja 1990. razoružana je Teritorijalna obrana Republike Hrvatske. Naloženo je oduzimanje oružja i TO Slovenije, BiH i Makedonije. Kada je JNA 17. kolovoza 1990. prisilno prizemljila helikoptere hrvatske policije koji su krenuli u akciju oduzimanja oružja
iz pobunjenih policijskih postaja (Knin), naoružani srpski civili blokirali su
prometnice. Ta srpska pubuna nazvana je Balvan revolucija.
Nastavljeni su procesi homogenizacije svih južnoslavenskih nacija, učvršćivala se nova odnosno stara vlast, republike su prekidale međusobne veze, odbijale puniti savezni proračun, uplaćivati carine, a istodobno su doneseni republički ustavni amandmani, kojima se ozakonjivao proces razdruživanja. Tako je Hrvatski sabor 25. srpnja iz imena države izbrisao odrednicu "socijalistička", uveo novi grb i zastavu, a 22. prosinca 1990. donio novi tzv. božićni Ustav, kojim je uveden polupredsjednički sustav. Uspostavljanje višestranačja, slobodni izbori, demokratski ustav nisu odmah donijeli stvarnu demokraciju. Slobodan i bujan politički život nije se mogao razvijati kada su gotovo svi građani bili, na ovaj ili onaj način, u općenacionalnom pokretu: pokretu je primaran narod, nacija, država, a prava i slobode građanina na sporednom su mjestu.
Nakon uspostavljanja populističke demokracije, politički se život zbivao u uvjetima Domovinskoga rata, koji je još više učvršćivao autokratski stil i metodu upravljanja društvom. Za posve funkcionalno višestranačje i parlamentarizam nedostajale su kako gospodarska infrastruktura - dominantno privatno vlasništvo i tržišni mehanizam - tako i socijalna struktura - diferencirani društveni slojevi i slobodni građani stabilni u svome vlasništvu; to su ne samo neophodne pretpostavke, već i uvjet bez kojega nije mogao postojati neki napredni oblik demokratskoga političkoga života.

## Rat u Sloveniji
Rat u Sloveniji ili Desetodnevni rat bio je rat između Slovenije i JNA 1991. godine poslije proglašenja Slovenije kao neovisne države.
Redovitu rotaciju na čelu predsjedništva SFRJ, u kojoj je mjesto predsjednika trebao preuzeti hrvatski kandidat Stjepan Mesić, spriječio je srpsko-crnogorski blok predvođen Miloševićem, čime je uzurpiran jugoslavenski ustav.  Dva dana nakon proglašenja neovisnosti u Sloveniji je izbio kratkotrajni rat (od 27. lipnja do 6. srpnja) u kojem su lokalne jedinice JNA, popunjene uglavnom ročnim vojnicima, poražene u sukobu s malom slovenskom vojskom kojom je zapovijedao Janez Janša.
Vojna akcija koncentrirala se na Sloveniju kako bi odsjekla odmetnute republike od pomoći iz inozemstva: JNA je nasrnula na granične prijelaze s Austrijom i Italijom, ali bez uspjeha. Austrija je povećala broj vojnika duž granice sa Slovenijom te optužila Jugoslaviju da su njeni borbeni zrakoplovi povrijedili njen zračni prostor. U ratu se izdvaja, između ostalog, jugoslavensko bombardiranje ljubljanskog aerodroma Brnika. u kojem su poginula dva austrijska novinara (Norbert Werner i Nikolas Vogel)  te Incident u Holmcu, u kojem je slovenska policija ubila tri vojnika koja su držala bijelu zastavu.
Ročnici JNA bili su nemotivirani za borbu, a velik dio nesrpskih vojnika dragovoljno se predao i odbio napadati Slovence. Desetodnevni sukobi prekinuti su 7. srpnja sporazumom na Brijunima, uz posredovanje europske "trojke", a JNA se kroz tri mjeseca povukla iz Slovenije. Usprkos sukobu, Srbija i Crna Gora se nisu protivili odlasku Slovenije iz Jugoslavije, jer bi to ostavilo kolektivno predsjedništvo sa sedam članova, od kojih bi četiri bili pod srbijansko-crnogorskom kontrolom, čime bi time de facto imali i kontrolu nad JNA.

## Velikosrpska pobuna i agresija na Hrvatsku
Vojni vrh Jugoslavije pripremao se za rat u Hrvatskoj najkasnije od 1990., ali vjerojatno i ranije: Operacija RAM je potajno dostavljala oružje JNA pobunjenim Srbima Hrvatske i Bosne. KOS je sa svojim propagandnim akcijama, tj. specijalnim ratom protiv Hrvatske koristio svaku nespretnost u potezima nove HDZ-ove vlade. Miloševićeva propaganda je koristila i potpaljivala straha od "nove ustaške države" kako bi uspostavila Republiku Srpsku Krajinu (RSK) na znatnom dijelu područja Hrvatske. 9 Milan Babić, jedan od osnivača RSK, kasnije je pred MKSJ-om priznao svoju krivicu i potvrdio da ga je Milošević prevario lažnim navodima o opasnosti.  Zabilježeno je 200 bombaških incidenata i napada na hrvatsku policiju, dok je JNA do sredine srpnja 1991. premjestila dodatnih 70.000 vojnika u Hrvatsku.  JNA i srpska paravojska napadali su civilno stanovništvo u područjima koja bi trebala tvoriti Veliku Srbiju: odsjekli su Zagreb od Slavonije, Banije i Dalmacije, a potom su ta područja etnički očišćena kako bi se istjeralo nesrpsko stanovništvo i osigurao teritorij. Otprilike 12.000 pripadnika paravojske iz Srbije borilo se zajedno s JNA u Hrvatskoj.
Na nagovor EEZ, odluka o hrvatskoj nezavisnosti je zamrznuta na 3 mjeseca, no nakon Bombardiranja Banskih dvora 8. listopada, sabor je donio definitivnu Odluku o raskidu državnopravnih sveza s ostalim republikama i pokrajinama SFRJ.
Pred kraj 1991., oko 30% hrvatskog teritorija je okupirano, uništeno je 50 mostova, 200 katoličkih crkava, 500 kulturnih spomenika, 20 škola i 250 poštanskih ureda, dok je JNA izgubila 618 tenka i stotinjak borbenih zrakoplova tijekom rata te imala probleme s održavanjem vojne snage: otprilike 25.000 vojnika je dezertiralo a cijeli 32. korpus se u listopadu 1991. predao hrvatskim snagama.
Jedna od najznačajnijih epizoda iz rata bila je bitka za Vukovar u kojoj je JNA nakon 87-dnevne opsade na kraju zauzela i gotovo razorila grad, prema procjenama otprilike 700.000 topovskih metaka je ispaljeno na grad dok je 17. listopada započeta "evakuacija" oko 4.500 građana Iloka, većinom Hrvata i Mađara, kako bi se otvorio put za zauzimanje što više istočnog dijela Hrvatske. Druga najznačajnija epizoda, koja je privukla pozornost svjetskih medija, bila je opsada Dubrovnika u kojoj je oštećen slavni pomorski grad, demilitariziran i zaštićen poveljom UNESCO-a. U jednom trenutku čak je i princ Charles pozvao na prestanak bombardiranja grada.
Izvršeni su i drugi zločini nad hrvatskim stanovništvom, kao što su pokolj u Dalju, pokolj u Škabrnji, pokolj u Širokoj Kuli, pokolj u Voćinu i pokolj u Lovasu, dok su razni građani odvezeni u logore. Iako mnogo manjeg opsega, i hrvatske snage su izvršile zločine tijekom rata, kao što su: etničko čišćenje u zapadnoj Slavoniji, pokolj u Gospiću, Slučaj "Selotejp" i Ubojstva Srba u Sisku 1991. – 1992.
U drugoj etapi, od siječnja 1992. do svibnja 1995., došlo je do zastoja u sukobu i do razmještaja mirovnih snaga UN-a duž crta prijekida vatre. Za Hrvatsku je to bila etapa diplomatskih nastojanja i pregovora te strpljivog jačanja snaga uz provedbu operacija taktičke razine. Polagano jačanje HV-a omogućilo je Operaciju Bljesak u kojoj je oslobođena zapadna Slavonija, što je pak kao odmazdu prouzročilo Raketiranje Zagreba. RSK-ino odbijanje Daruvarskog sporazuma i Plana Z-4, kojima bi se omogućila mirna reintegracija Krajine u međunarodno priznate granice Hrvatske doveo je do Operacije Oluja, koja je završila za tri dana, a u kojoj su hrvatska okupirana područja oslobođena, čime je završio rat u Hrvatskoj, a i ubrzan je završetak rata u susjednoj BiH zbog rasula srpske vojske. Padom marionetske para-države RSK, oko 170.000 hrvatskih izbjeglica protjeranih 1991. moglo se vratiti domovima. Ipak, oko 200.000 Srba napustilo je to područje. Priroda egzodusa ostaje sporna - neki navode odluku Milana Martića o evakuaciji stanovništva, drugi deportaciju 20.000 Srba od strane HV-a - a najvjerojatnija je kombinacija ovo dvoje. Oko 6.000 Srba je ostalo i dočekalo Hrvatsku vojsku i policiju. Na više su mjesta zabilježeni su zločini - pljačka i palež srpske imovine i ubojstva srpskih civila (npr. Grubori, pokolj u Varivodama) - na što su u više navrata upozoravale međunarodne institucije. Preostalo okupirano područje u hrvatskom Podunavlju reintegrirano je uz pomoć prijelazne međunarodne uprave (1996. – 1998.). Prema hrvatskim izvorima, u ratu je sveukupno uništeno ili oštećeno oko 10 % kuća, 590 gradova i sela (Osijek, Vinkovci, Sisak, Županja, Karlovac, Gospić...) te 1.800 spomenika.
Počevši od 1995. godine počinje masovan povratak prognanika i izbjeglica. Do 2009., procjenjuje se da se oko 125.000 Srba vratilo natrag u Hrvatsku.

## Rat u Bosni i Hercegovini
Nakon osamostaljenja Slovenije, Hrvatske i Makedonije, situacija u BiH je postajala sve nestabilnija, tako da je već 9. i 10. listopada 1991. srpsko vodstvo u BiH organiziralo plebiscit na kojem se "srpski narod izjasnio o ostajanju u zajedničkoj [jugoslavenskoj] državi sa Srbijom, Crnom Gorom, SAO Krajinom, SAO Slavonijom, Baranjom i zapadnim Srijemom i s drugim koji se izjasne za taj ostanak". Već 9. siječnja 1992. osnovana je, po uzoru na RSK, treća srpska država, Republika Srpska (RS), na neograničenom području koja se također uveliko preklapala s Bosnom. Osnovana je i Hrvatska zajednica Herceg-Bosna (HZHB) koja je prijetila odcjepljenjem ako BiH ostane u srpski dominiranoj Jugoslaviji. Mate Boban je zastupao priključenje HRHB Hrvatskoj, dok je Stjepan Kljujić zahtijevao višenacionalnu, neovisnu Bosnu. 29. veljače 1992. na referendumu o neovisnosti BiH 99.4 % izašlih građana glasovalo je potvrdno, tako da je ta država proglasila neovisnost od Jugoslavije kao Republika Bosna i Hercegovina.
Usprkos ranijim incidentima - ubojstva u Sijekovcu, nemiri između Srba i Bošnjaka u Goraždu - prvi masovni, sustavni i koordinirani ratni napad započeo je 1. travnja 1992. godine kada su srbijanske paravojne po naređenju šefa srbijanske državne službe sigurnosti Jovice Stanišića prešle srbijansko-bosanskohercegovačku granicu, napale grad Bijeljinu i izvršile prvi pokolj Bošnjaka. Fotograf Ron Haviv dobio je poziv od samog Arkana napraviti nekoliko fotografija tog događaja, od kojih se izdvaja slika srpskog vojnika mahom prije nego nogom udara glavu bošnjačke žene na podu te neslavni prizor čovjeka koji moli za milost minutama prije nego što su ga bacili s četvrtog kata zgrade. Prema IDC-u, u općini Bijeljina ubijeno je oko 1.000 ljudi. Beograd je također u svibnju 1992. postavio Ratka Mladića za zapovjednika JNA, koji je postao zapovjednik Vrhovnog štaba VRS nakon povlačenja JNA. Potkraj 1992., Momčilo Krajišnik je jednu od mapa RS predstavio u programu Televizije RS, tvrdeći da se teritorij koji je u tom trenutku držala VRS samo poklapa sa srpskim područjima "bivše BiH".
Motiv rata bilo je stvaranje Velike Srbije od dijelova Hrvatske i BiH putem masovnog etničkog čišćenja - pokolj u Prijedoru, pokolj u Višegradu, masakri u Foči - nesrpskog stanovništva iz enklava koje bi povezivale RS i RSK sa Srbijom. Trogodišnja opsada Sarajeva i logor Omarska postali su neki od najozloglašenijih primjera rata te privukli pozornost svjetskih medija. UNPROFOR-ove snage razmjestile su se po zemlji, ali su većinom bile samo promatrači kaosa.
Usprkos prvotnoj suradnji Armije BiH i HVO-a, 1993. izbio je Bošnjačko-hrvatski sukob i trajao godinu i pol, a u njemu je poginulo oko 10.000 ljudi. sukob u Lašvanskoj dolini, pokolj u Ahmićima, pokolj u Stupnom Dolu i pokolj u Križančevu Selu te razaranje mosta u Mostaru neki su od najtragičnijih epizoda iz tog sukoba. U jednom trenutku, VRS je kontrolirala oko 70 %, a HVO 20 % teritorija BiH. HRHB kao politička i teritorijalna cjelina je ukinuta potpisivanjem Washingtonskog sporazuma, 18. ožujka 1994. Postoje suprotni stavovi o njenoj biti: pobornici tvrde da nikada nije donijela ustav o raskidu odnosa s BiH, nije donijela ni svoj statut, a u svim je aspektima poštivala bosanski suverenitet. S druge strane, većina zapadnih promatrača, presude MKSJ-a, pa čak i hrvatski predsjednici Stjepan Mesić i Ivo Josipović, naveli su da je Tuđman planirao podjelu Bosne kako bi stvorio Veliku Hrvatsku.
1994. NATO po prvi put bombardira srpske položaje oko sigurnosne zone Goražda, no to nije polučilo značajnije rezultate. Ipak, zbog UN-ovih sankcija, Srbija je postepeno prestala financijski i na druge načine pomagati bosanske Srbe u BiH. Opsada Bihaća, područja u kojem se 170.000 ljudi našlo opkoljeno od VRS i SVK, uključivala je i granatiranje od RSK, "zaštićene zone UN-a", a glad i bombe odnijeli su 4.856 života u toj enklavi, "sigurnosnoj zoni UN-a".
Dana 25. svibnja 1995. Srbi hvataju više od 370 vojnika UN-a i drže ih kao taoce. Posljednji je pušten tek mjesec dana kasnije. 11. srpnja VRS osvaja Srebrenicu i Žepu, gradove pod zaštitom UN-a, te deportira žene, djecu i starce, a procjenjuje se da je u narednih 10 dana ubijeno oko 7.000 Bošnjaka, što je najveći pokolj u Europi nakon završetka Drugog svjetskog rata. Neki izvršitelji pokolja, kao što su Dražen Erdemović i Momir Nikolić, kasnije su pred MKSJ-om priznali krivnju i svjedočili protiv svojih nadređenih, pa i protiv Karadžića. Nakon Oluje, hrvatska i bosanska vojska su ujedinile snage i krenule u protuofenzivu. Kako bi se spriječio egzodus bosanskih Srba i osvetnički pohodi padom RS, međunarodna zajednica je uspjela postići dogovor: potpisan je Daytonski sporazum kojim je Bosna ostala neovisna država sastavljena od dva entiteta, RS (49 % teritorija) i Federacije Bosne i Hercegovine (51 % teritorija), čime je postignut mir. U ratu je poginulo oko 100.000 ljudi, a zločin u Sreberenici MKSJ je okarakterizirao kao genocid.

## Žrtve
Tri su rata u velikosrpskim pohodima odnijela velik broj života. 
- U ratu u Sloveniji, koji je trajao 10 dana, poginulo je 60-70 ljudi.
- U velikosrpskoj agresiji na Hrvatsku, koji je trajao 4 godine, poginulo je preko 21.000 ljudi: 13.583 na hrvatskoj strani (uključujući nestale)[120] ili 15.970[121] te 6.222 do 6.760 na strani RSK[122] te 1.279 vojnika JNA.[123] Naknadno je, prema hrvatskim izvorima, poginulo još 111 osoba od preostalih nagaznih mina u bivšim okupiranim hrvatskim područjima od 1998. do 2010.[124]
- Najveće žrtve imala je Bosna i Hercegovina u 3-godišnjem ratu, koja je istrpila velikosrpsku agresiju te dva građanska rata: između dijela b-h. Hrvata i dijela Muslimana te između dviju muslimanskih struja.  Ipak, prema najnovijim istraživanjima, nakon dugogodišnje ankete koja je obuhvatila cijelu BiH, a koju je financirala Norveška, broj žrtava je ispao nešto niži od 100.000, te prema računicama IDC-a iz 2007. iznosi 97.207 mrtvih.[125] 2009., IDC je ponovno iznio najnovije revidirane računice, prema kojima se broj žrtava ponovno popeo i iznosi prema završnim rezultatima 98 795 poginulih. 96.595 osoba izgubilo je život kao izravnu posljedicu rata dok se još 2.200 osoba može smatrati neizravnim žrtvama.[126][127]

| Lokacija            | Poginulih (državna strana) | Poginulih (velikosrpska strana)1 | Godina        |
| Slovenija           | 18[128]                    | 37-44                            | 1991.         |
| Hrvatska            | 13.583-15.970              | 6.222-6.760[122] 1.279[123]      | 1991. – 1995. |
| Bosna i Hercegovina | 73.460[125]                | 25.305[125]                      | 1992. – 1995. |
| Ukupno              |                            |                                  | 1991. – 1995. |

## Međunarodni sud za ratne zločine
"G. Milošević, 1991. vi ste vodili strašan rat. Uvukli ste srpski narod u taj rat. Vi niste zaštitili srpski narod - vi ste mu donijeli sramotu. A Hrvatima i Muslimanima donijeli ste nesreću."

Zbog raznih zločina tijekom četiri rata, Vijeće sigurnosti UN-a je osnovalo MKSJ, popularno znan i kao Haaški sud, kako bi se kaznili pojedinci koji su počinili kriminalne radnje. Tijekom suđenja raznih činovnika (Momčilo Perišić, Biljana Plavšić, Jovica Stanišić i Franko Simatović), sud je razotkrio tajne dokumente koji su otkrili povezanost Miloševićeva režima u ratu u Hrvatskoj i BiH.
Sud je sveukupno podignuo 161 optužnicu protiv pojedinaca za ratne zločine. Na tom popisu ima 94 Srba, 32 Hrvata, sedmero Bošnjaka, dvoje Makedonaca i šestero Albanaca. Dakle, službeni popis Haaškog suda dokaz je da je ondje ukupno 67 % Srba, te 23 % Hrvata, 5 % Bošnjaka, 4 % Albanaca i 1 % Makedonaca. Osim toga, statistike pokazuju da je u sudskim procesima koji su se za ratne zločine vodili u Bosni i Hercegovini optuženo 80 Srba, odnosno 71 %, 26 Hrvata, odnosno 23 %, te sedmero Bošnjaka, odnosno 6 %. U procesima koji se pak vode pred sudovima u Hrvatskoj za ratne je zločine optuženo 12 Srba, te šest Hrvata. Neke su optužbe međutim odbačene.
Zbog bjegunaca optuženih pred sudom, nekoliko je država imalo raznih komplikacija jer im je "zamrznuto" približavanje Europskoj uniji. Neko vrijeme, Hrvatskoj je tako onemogućeno sudjelovanje pristupnim pregovorima zbog nemogućnosti da uhvati generala Ante Gotovinu, ali su pregovori ipak započeli 2005., prije nego što je isti uhićen na Tenerifama.
S druge strane, Srbiji je proces približavanja istoj organizaciji otežan i odgođen godinama zbog bijega nekolicine (Radovan Karadžić, Ratko Mladić, Goran Hadžić). Svi su uhićeni do 2011., čime se Srbija približila europskim integracijama.

## Pitanje sukcesije
Raspad SFRJ je imao za problem sukcesije prava, imovine i obveza bivše SFRJ. 
Srbija je - osnovavši s Crnom Gorom Saveznu Republiku Jugoslaviju - svojatala isključivo pravo sljednosti bivše SFRJ, odričući državama koje su se razdružile ikakva prava. Nakon razdruživanja, onemogućavala je svima drugima raspolaganje imovinom SFRJ, uključujući znatne devizne pričuve. Najveći dio tog novca je naposljetku "nestao", u nejasnim okolnostima.
Međunarodna zajednica je odbila pokušaje Srbije da se predstavi jedinom "pravom" sljednicom SFRJ, ali su drugi od imovine zajedničke države imali slabe koristi.

## Razdruženje, ne odcjepljenje
Hrvatska je 25. lipnja 1991. tijekom trajnog zasjedanja Hrvatskog sabora koje je trajalo od 18. lipnja donijelo Deklaraciju o samostalnoj i suverenoj Republici Hrvatskoj. Istog je dana usvojena i Povelja o pravima Srba i drugih nacionalnosti u Republici Hrvatskoj te Odluka o priznanju Slovenije kao suverene i samostalne države. Savezna skupština i Savezno izvršno vijeće reagirali su dokumentom "Zaključci". U njemu su negirale pravo i legitimitet republikama odlučivati o suverenosti i samostalnosti, nazvavši to "jednostranim odcjepljenjem" i prijetili vojnom intervencijom. Stavovi iz tog akta zadržali su se u velikosrpskim stavovima sve do danas, te su nazočni u službenoj politici Republike Srbije i Republike Srpske, publicistici, medijima, diplomaciji, športu, znanosti, Wikipediji, zbog čega i danas se Hrvatskoj i ostalim sljedbenicama odriče pravo na udio u naslijeđu bivše SFRJ. Na ovaj nedemokratski akt saveznog tijela koje si je prisvojilo prerogative koje uopće nije imalo, Predsjedništvo Sabora 28. lipnja usvojilo je Izjavu kojom je odbacilo stajališta iz Zaključaka. U razgovoru za Vjesnik nešto poslije predsjednik Sabora Žarko Domljan razjasnio je zašto se Hrvatska ne odcjepljuje. Hrvatska se osamostalila, čime je počeo proces razdruživanja koji može potrajati. Hrvatska je išla na potpuno razdruživanje i preuzimanje svih državnih funkcija u svoje ruke. Izvorna suverenost pripada Republici Hrvatskoj što je osnovica legitimiteta hrvatske vlasti i svih njenih odluka, a SIV nije organ koji je mogao procjenjivati jesu li saborske odluke valjane ili ništavne. Domljan je često u razgovorima obrazlagao zašto se Hrvatska razdružuje, a ne odcjepljuje. Hrvatska nije otišla iz zajednice poput siročeta, nego je sa sobom odnijela onaj dio imovine i prava koje je ulaskom u zajednicu i unijela. Teorija o odcjepljenju nije održiva, jer je na neistinitim postavkama, jer pretpostavlja da postoji nešto što u zbilji ne postoji: neka metafizička, gotovo transcendentalna priroda države Jugoslavije, koja po toj pretpostavci "postoji po sebi" i neovisno o republikama i koja bi nastavila postojati i onda kad bi se sve republike "odcijepile".

## Vanjske poveznice
|  | Zajednički poslužitelj ima još gradiva o temi Raspad SFRJ |

- Dr. R. Craig Nation. "Rat na Balkanu 1991-2002."  Arhivirana inačica izvorne stranice od 25. ožujka 2009. (Wayback Machine)
- Smrt Jugoslavije - 1. dio  Arhivirana inačica izvorne stranice od 17. travnja 2011. (Wayback Machine) na google video
- "Jugoslavija: potrošena struktura" (CIA) izvještaj 1970.  Arhivirana inačica izvorne stranice od 15. listopada 2012. (Wayback Machine)
- Human Rights Watch o suđenjima na MKSJ-u
- Human Rights Watch o Ratu na Kosovu i stanju na Kosovu
- Slučaj Srebrenica  Arhivirana inačica izvorne stranice od 29. rujna 2007. (Wayback Machine)
- HercegBosna.org - Raspad SFRJ i priprema agresije

1. Dusan Bilandžic: Hrvatska moderna povijest, Golden Marketing, Zagreb, 1999 - Epilog: Što je bila Jugoslavija
2. Ivan Aralica: Zadah ocvalog imperija, Znanje, Zagreb, 1991 - Laž i kornjačevina
3. Davor Domazet-Lošo: Hrvatska i veliko ratište, Udruga Sv.Jurja, Zagreb 2002 - Preoblikovanje JNA kao vojske tipa ideološke jednakosti u srpsku imperijalnu silu